# 인간의 뇌
인간의 뇌는 신경계의 중심 기관이며, 척수와 함께 중추신경계를 구성한다. 뇌는 대뇌, 뇌줄기 및 소뇌로 이루어져 있다. 뇌는 인체 활동 대부분을 통제하며, 감각신경계로부터 받은 정보를 처리하고 통합하며 조정한다. 뇌는 감각 정보를 통합하고 나머지 신체로 보내는 지시를 조율한다.
사람 뇌의 가장 큰 부분인 대뇌는 두 개의 대뇌반구로 구성된다. 각 반구에는 백색질로 구성된 내부 핵심부와 회색질로 구성된 바깥 표면, 즉 대뇌 피질이 있다. 대뇌 피질에는 바깥층인 신피질과 안쪽층인 부등겉질이 있다. 신피질은 6개의 신경 세포층으로 구성되어 있으며, 부등겉질은 3~4개의 층을 가지고 있다. 각 반구는 4개의 엽—전두엽, 두정엽, 측두엽, 후두엽으로 나뉜다. 전두엽은 자기조절, 플래닝, 이성 및 추상적 사고를 포함한 집행 기능과 관련이 있으며, 후두엽은 시각을 담당한다. 각 엽 내에서 피질 영역은 감각피질, 운동피질, 연합 영역과 같은 특정 기능과 관련이 있다. 좌우 대뇌반구는 모양과 기능이 대체로 유사하지만, 일부 기능은 한쪽과 관련이 있다. 예를 들어, 언어는 좌측에, 공간 시각화 능력은 우측에 관련이 있다. 대뇌반구는 맞교차 신경로로 연결되어 있으며, 가장 큰 것은 뇌량이다.
대뇌는 뇌줄기를 통해 척수와 연결되어 있다. 뇌줄기는 중간뇌, 다리뇌, 숨뇌로 구성된다. 소뇌는 세 쌍의 소뇌다리라는 신경로를 통해 뇌줄기와 연결되어 있다. 대뇌 내부에는 뇌척수액이 생성되고 순환하는 네 개의 상호 연결된 뇌실로 구성된 뇌실계가 있다. 대뇌 피질 아래에는 시상, 시상상부, 송과선, 시상하부, 뇌하수체, 시상밑부 등 여러 구조물이 있으며, 편도체와 해마체를 포함한 변연계 구조, 담장, 기저핵의 다양한 신경핵, 바닥앞뇌 구조, 그리고 세 개의 뇌실주위기관이 있다. 정중면상에 있지 않은 뇌 구조는 쌍으로 존재한다. 예를 들어, 해마체는 두 개, 편도체는 두 개가 있다.
뇌세포는 신경 세포와 지지적인 아교 세포를 포함한다. 뇌에는 860억 개 이상의 신경 세포와 거의 같은 수의 다른 세포가 있다. 뇌 활동은 신경 세포의 상호 연결과 활동전위에 대한 반응으로 신경전달물질을 방출함으로써 가능하다. 신경 세포는 연결되어 신경 경로, 신경 회로, 그리고 정교한 대규모 뇌 네트워크 시스템을 형성한다. 전체 회로는 신경전달 과정에 의해 구동된다.
뇌는 머리뼈에 의해 보호되고, 뇌척수액에 떠 있으며, 순환계로부터 혈액뇌장벽에 의해 분리된다. 그러나 뇌는 여전히 뇌손상, 중추신경계 질환, 감염에 취약하다. 손상은 외상, 또는 뇌졸중으로 알려진 혈액 공급 부족으로 인해 발생할 수 있다. 뇌는 파킨슨병, 알츠하이머병을 포함한 치매, 다발성 경화증과 같은 신경퇴행성 질환에 취약하다. 조현병 및 주요 우울 장애를 포함한 정신 질환은 뇌 기능 장애와 관련이 있는 것으로 생각된다. 뇌는 또한 뇌종양, 양성 종양 및 암의 발생 부위가 될 수 있으며, 대부분은 신체 다른 부위에서 기원한다.
뇌의 해부학적 연구는 신경해부학이며, 그 기능에 대한 연구는 신경과학이다. 뇌를 연구하는 데는 여러 기술이 사용된다. 다른 동물의 표본은 조직학적으로 현미경으로 검사될 수 있으며, 전통적으로 많은 정보를 제공해왔다. 기능자기공명영상법과 뇌전도(EEG) 기록과 같은 의학촬영 기술은 뇌 연구에 중요하다. 뇌손상을 입은 사람들의 병력은 뇌 각 부분의 기능에 대한 통찰력을 제공했다. 신경과학 연구는 크게 확장되었으며, 연구는 계속 진행 중이다.
문화적으로 심리철학은 수세기 동안 의식의 본질과 심신 문제에 대한 질문에 답하려고 노력했다. 유사과학인 골상학은 19세기 피질의 영역에 인성 특성을 국소화하려고 시도했다. 공상 과학 소설에서 뇌이식은 1942년작 도노반의 뇌와 같은 이야기에서 상상되었다.

## 구조

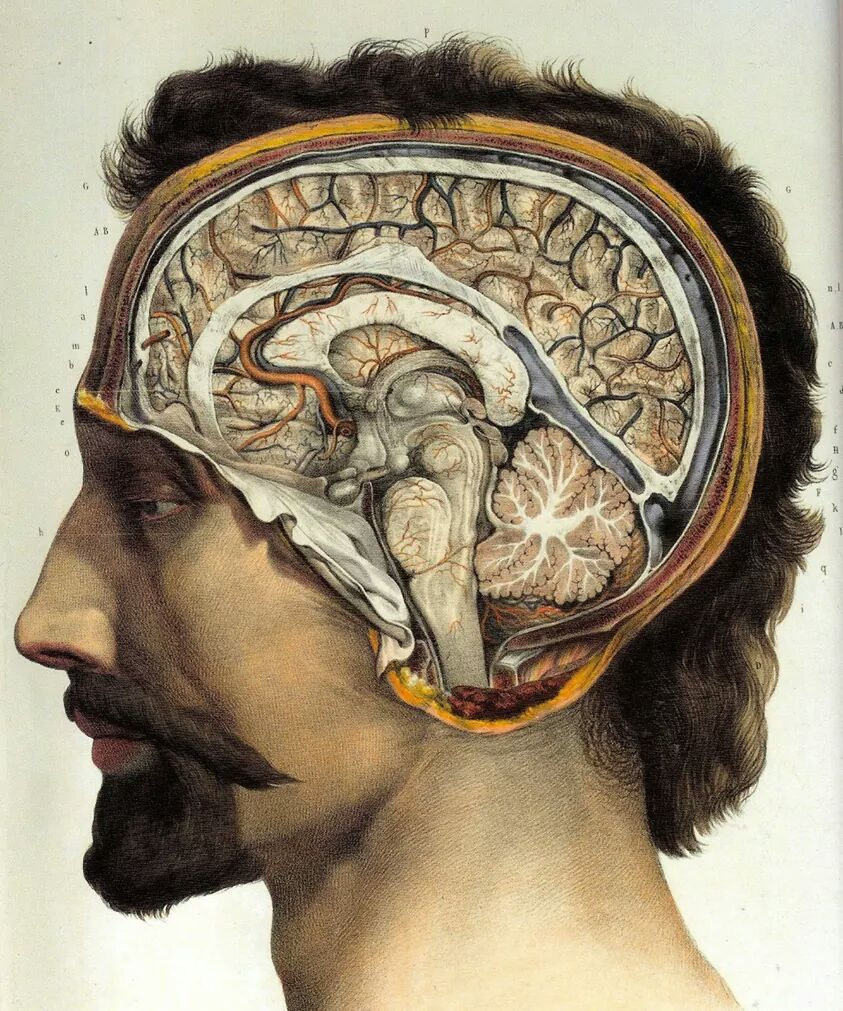
사람 뇌 (시상 단면)

### 육안 해부학
성인의 사람 뇌는 평균 1.2–1.4 kg (2.6–3.1 lb) 정도의 무게로, 전체 체중의 약 2%를 차지한다. 부피는 남성의 경우 약 1260 cm3, 여성의 경우 1130 cm3이다. 개인차가 상당히 크며, 남성의 기준치는 1,180–1,620 g (2.60–3.57 lb), 여성의 경우 1,030–1,400 g (2.27–3.09 lb)이다.
대뇌반구로 구성된 대뇌는 뇌의 가장 큰 부분을 형성하며 다른 뇌 구조물 위에 놓여 있다. 대뇌반구의 바깥 영역인 대뇌 피질은 신경 세포의 피질층으로 구성된 회색질이다. 각 대뇌반구는 네 개의 주요 엽—전두엽, 두정엽, 측두엽, 후두엽으로 나뉜다. 일부 자료에서는 중앙 엽, 둘레엽, 뇌섬엽 등 세 개의 다른 엽을 포함하기도 한다. 중앙 엽은 중심앞 이랑과 중심뒤이랑으로 구성되며, 뚜렷한 기능적 역할을 하기 때문에 포함된다.
줄기 모양의 뇌줄기는 중간뇌 영역의 시작 부분에서 대뇌에 붙어 있다가 대뇌를 떠난다. 뇌줄기에는 중간뇌, 다리뇌, 숨뇌가 포함된다. 뇌줄기 뒤에는 소뇌(라틴어: 작은 뇌)가 있다.
대뇌, 뇌줄기, 소뇌 및 척수는 뇌척수막이라 불리는 세 개의 막으로 덮여 있다. 이 막들은 질긴 경막, 중간 거미막 및 섬세한 안쪽 연질막이다. 거미막과 연질막 사이에는 거미막밑 공간과 거미막밑 수조가 있으며, 이들에는 뇌척수액이 들어 있다. 대뇌 피질의 가장 바깥 막은 아교경계막이라는 연질막의 바닥막이며, 혈액뇌장벽의 중요한 부분이다. 2023년에는 거미막밑 림프 유사막이라는 네 번째 뇌척수막이 제안되었다. 살아있는 뇌는 매우 부드러워 연두부와 같은 젤 형태의 일관성을 가진다. 신경 세포의 피질층은 대뇌 회색질의 대부분을 구성하며, 더 깊은 미엘린화된 축삭돌기의 피질하 영역은 백색질을 구성한다. 뇌의 백색질은 전체 뇌 부피의 약 절반을 차지한다.

#### 대뇌

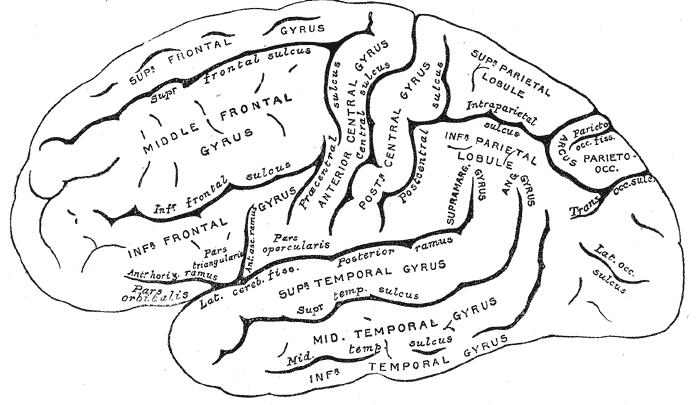
피질 가쪽 표면의 주요 이랑과 고랑

뇌엽

대뇌는 뇌의 가장 큰 부분으로, 깊은 고랑인 세로틈새에 의해 거의 좌우대칭인 대뇌반구로 나뉜다. 엽 사이의 비대칭은 엽간 비대칭으로 나타난다. 대뇌반구는 세로틈새를 가로지르는 5개의 맞교차로 연결되어 있으며, 이 중 가장 큰 것은 뇌량이다.
각 대뇌반구는 관습적으로 네 개의 주요 엽으로 나뉘며, 그 위에 놓인 머리뼈에 따라 전두엽, 두정엽, 측두엽, 후두엽으로 명명된다. 각 엽은 한두 개의 특수 기능과 관련이 있지만, 기능적으로 약간의 중복이 있다. 뇌 표면은 이랑(이랑)과 고랑(뇌고랑)으로 접혀 있는데, 이들 중 다수는 일반적으로 그 위치에 따라 이름이 붙여진다. 예를 들어, 전두엽의 전두이랑 또는 대뇌반구의 중심 영역을 나누는 중심고랑이 있다. 이차 및 삼차 주름에는 작은 변형이 많다.
대뇌의 바깥 부분은 대뇌 피질이며, 층상으로 배열된 회색질로 구성된다. 두께는 2 to 4 밀리미터 (0.079 to 0.157 in)이며, 복잡한 모양을 만들기 위해 깊게 접혀 있다. 피질 아래에는 대뇌 백색질이 있다. 대뇌 피질의 가장 큰 부분은 신피질이며, 6개의 신경 세포층을 가진다. 피질의 나머지는 부등겉질이며, 3개 또는 4개의 층을 가진다.
피질은 약 50개의 다른 기능 영역인 브로드만 영역으로 나뉘어 매핑된다. 이 영역들은 조직학적으로 현미경으로 보았을 때 확연히 다르다. 피질은 운동피질과 감각피질이라는 두 가지 주요 기능 영역으로 나뉜다. 일차운동피질은 축삭돌기를 뇌줄기와 척수의 운동 신경세포로 보내며, 전두엽의 후방에 위치하며 몸감각 영역 바로 앞에 있다. 일차감각 영역은 시상의 연결핵을 통해 감각신경과 신경로로부터 신호를 받는다. 일차감각 영역에는 후두엽의 시각 겉질, 측두엽의 일부와 뇌섬엽의 청각피질, 두정엽의 몸감각 피질이 포함된다. 피질의 나머지 부분은 연합 영역이라고 불린다. 이 영역들은 감각 영역과 뇌의 하부에서 입력을 받아 지각, 생각, 의사결정과 같은 복잡한 인식 과정에 관여한다. 전두엽의 주요 기능은 집중력, 추상적 사고, 행동, 문제 해결, 신체 반응 및 성격을 조절하는 것이다. 후두엽은 가장 작은 엽으로, 주요 기능은 시각 수용, 시각-공간 처리, 운동 및 색상 인식이다. 후두엽에는 쐐기소엽이라고 알려진 더 작은 후두소엽이 있다. 측두엽은 청각 및 시각 기억, 언어 그리고 일부 청각과 언어를 제어한다.

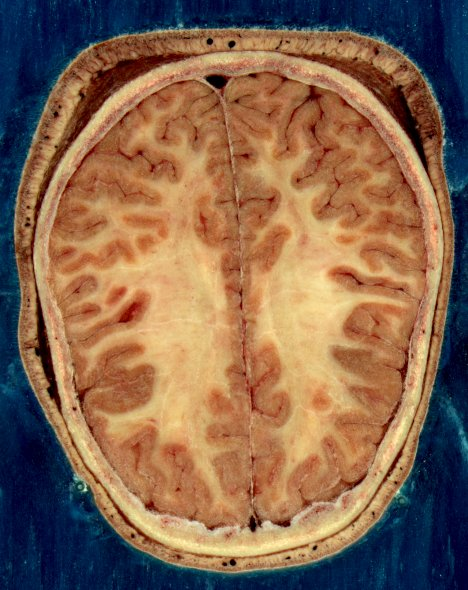
머리의 수평 단면에서 피질 주름과 백색질

대뇌에는 뇌실계가 있으며, 이곳에서 뇌척수액이 생성되고 순환한다. 뇌량 아래에는 투명중격이라는 막이 있어 가쪽뇌실을 분리한다. 가쪽뇌실 아래에는 시상이 있고, 그 앞과 아래에는 시상하부가 있다. 시상하부는 뇌하수체로 이어진다. 시상 뒤쪽에는 뇌줄기가 있다.
기저핵은 뇌기저핵이라고도 불리며, 행동 및 운동 조절에 관여하는 대뇌반구 깊숙한 곳에 위치한 구조물이다. 가장 큰 구성 요소는 줄무늬체이며, 그 외에는 담창구, 흑색질, 그리고 시상밑핵이 있다. 줄무늬체는 기능과 연결에 따라 배쪽 줄무늬체와 등쪽 줄무늬체로 나뉜다. 배쪽 줄무늬체는 측좌핵과 후각결절로 구성되며, 등쪽 줄무늬체는 꼬리핵과 조가비핵으로 구성된다. 조가비핵과 담창구는 속섬유막에 의해 가쪽뇌실 및 시상과 분리되어 있으며, 꼬리핵은 가쪽뇌실 주위를 감싸고 바깥쪽에 인접해 있다. 뇌섬엽과 줄무늬체 사이의 가쪽고랑 가장 깊은 곳에는 담장이라는 얇은 신경 세포층이 있다.
줄무늬체 아래와 앞에는 여러 바닥앞뇌 구조물들이 있다. 여기에는 바닥핵, 브로카 대각띠, 무명질, 안쪽중격핵이 포함된다. 이러한 구조물들은 신경전달물질인 아세틸콜린을 생산하는 데 중요하며, 이는 뇌 전체에 광범위하게 분포된다. 바닥앞뇌, 특히 바닥핵은 중추신경계에서 줄무늬체와 신피질로 향하는 주요 콜린성 출력으로 간주된다.

#### 소뇌

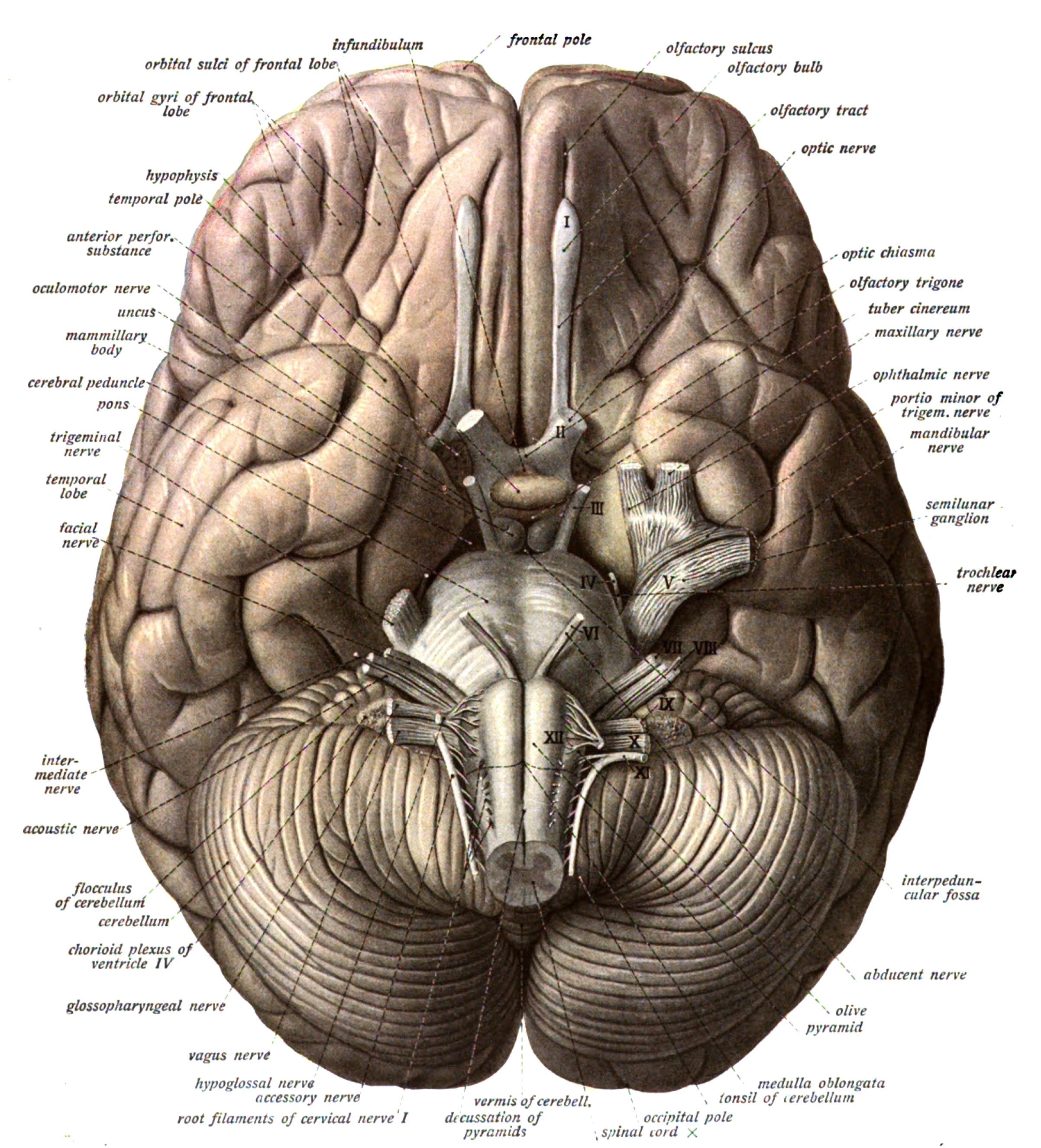
아래에서 본 사람 뇌, 소뇌와 뇌줄기가 보임

소뇌는 앞엽, 뒤엽, 타래결절엽으로 나뉜다. 앞엽과 뒤엽은 가운데에서 벌레에 의해 연결된다. 대뇌 피질과 비교하여 소뇌는 훨씬 얇은 바깥 피질을 가지며, 수많은 구부러진 가로 틈새로 좁게 홈이 파여 있다.
아래에서 보면 두 엽 사이에 세 번째 엽인 타래결절엽이 있다. 소뇌는 머리뼈강 뒤쪽에 위치하며, 후두엽 아래에 놓여 있고, 소뇌천막이라는 섬유막에 의해 이들과 분리되어 있다.
소뇌는 소뇌다리라고 불리는 세 쌍의 신경로에 의해 뇌줄기와 연결된다. 위쪽 쌍은 중간뇌에 연결되고, 중간 쌍은 숨뇌에 연결되며, 아래쪽 쌍은 다리뇌에 연결된다. 소뇌는 백색질의 안쪽 숨뇌와 풍부하게 접힌 회색질의 바깥 피질로 구성된다. 소뇌의 앞엽과 뒤엽은 복잡한 운동 움직임의 조절과 부드럽게 만드는 데 역할을 하는 것으로 보이며, 타래결절엽은 균형 유지에 관여하는 것으로 보이지만 인지, 행동 및 운동 기능에 대해서는 논쟁이 존재한다.

#### 뇌줄기
뇌줄기는 대뇌 아래에 위치하며, 중간뇌, 다리뇌 및 숨뇌로 구성된다. 뇌줄기는 머리뼈 뒤쪽 부분에 위치하며, 머리뼈바닥의 클리부스라고 알려진 부분에 놓여 있고, 뒤통수뼈의 큰 구멍인 큰구멍에서 끝난다. 뇌줄기는 그 아래로 척수로 이어진다. 척수는 척주에 의해 보호된다.
12쌍의 뇌신경 중 10쌍은 뇌줄기에서 직접 나온다. 뇌줄기에는 또한 많은 뇌신경핵과 말초신경의 신경핵뿐만 아니라 호흡, 눈 운동 조절 및 균형을 포함한 많은 필수 과정의 조절에 관여하는 신경핵이 포함된다. 불분명한 형태의 신경핵 네트워크인 그물체는 뇌줄기 내부와 길이를 따라 존재한다. 대뇌 피질과 나머지 신체 사이의 정보를 전달하는 많은 신경로가 뇌줄기를 통과한다.

### 미세 해부학
사람 뇌는 주로 신경 세포, 신경아교세포, 신경줄기세포, 혈관으로 구성된다. 신경 세포의 종류에는 연합 신경 세포, 베츠 세포를 포함한 피라미드 세포, 운동 신경세포(위 및 아래 운동 신경세포), 소뇌 조롱박 세포가 있다. 베츠 세포는 신경계에서 가장 큰 세포(세포체 크기 기준)이다. 성인의 사람 뇌에는 평균 86±80억 개의 신경 세포가 있으며, 비신경 세포의 수는 거의 같은 수(85±100억 개)로 추정된다. 이 신경 세포 중 160억 개(19%)는 대뇌 피질에 위치하며, 690억 개(80%)는 소뇌에 위치한다.
아교 세포의 종류에는 별아교세포(베르그만 아교 세포 포함), 희소돌기아교세포, 뇌실막세포(타니사이트 포함), 방사형 아교 세포, 미세아교세포, 그리고 희소돌기아교세포 전구 세포의 아형이 있다. 별아교세포는 아교 세포 중 가장 크다. 이들은 세포체로부터 많은 돌기가 뻗어 나오는 성상 세포이다. 이 돌기 중 일부는 모세혈관 벽의 혈관주위말단으로 끝난다. 피질의 아교경계막은 뇌의 세포를 부분적으로 포함하는 역할을 하는 별아교세포 말단 돌기로 구성되어 있다.
비만 세포는 뇌의 신경면역계에서 상호작용하는 백혈구이다. 중추신경계의 비만 세포는 뇌척수막을 포함한 여러 구조에 존재한다. 이들은 염증성 상태에서 신경면역 반응을 매개하고, 특히 장벽이 없는 뇌 영역에서 혈액뇌장벽을 유지하는 데 도움을 준다. 비만 세포는 알레르기 반응, 선천면역, 적응면역, 자가 면역 및 염증을 유발하거나 조절하는 등 신체와 중추신경계에서 동일한 일반적인 기능을 수행한다. 비만 세포는 병원균이 위장관과 중추신경계 사이에 일어나는 생화학적 신호 전달에 영향을 미칠 수 있는 주요 효과 세포 역할을 한다.
약 400개의 유전자가 뇌 특이적이라고 밝혀졌다. 모든 신경 세포에서는 ELAVL3이 발현되고, 피라미드 세포에서는 NRGN과 REEP2도 발현된다. 신경전달물질 감마 아미노뷰티르산의 생합성에 필수적인 GAD1은 연합 신경 세포에서 발현된다. 아교 세포에서 발현되는 단백질에는 GFAP 및 S100B와 같은 별아교세포 표지자가 있으며, 미엘린 기본 단백질과 전사 인자 OLIG2는 희소돌기아교세포에서 발현된다.

### 뇌척수액

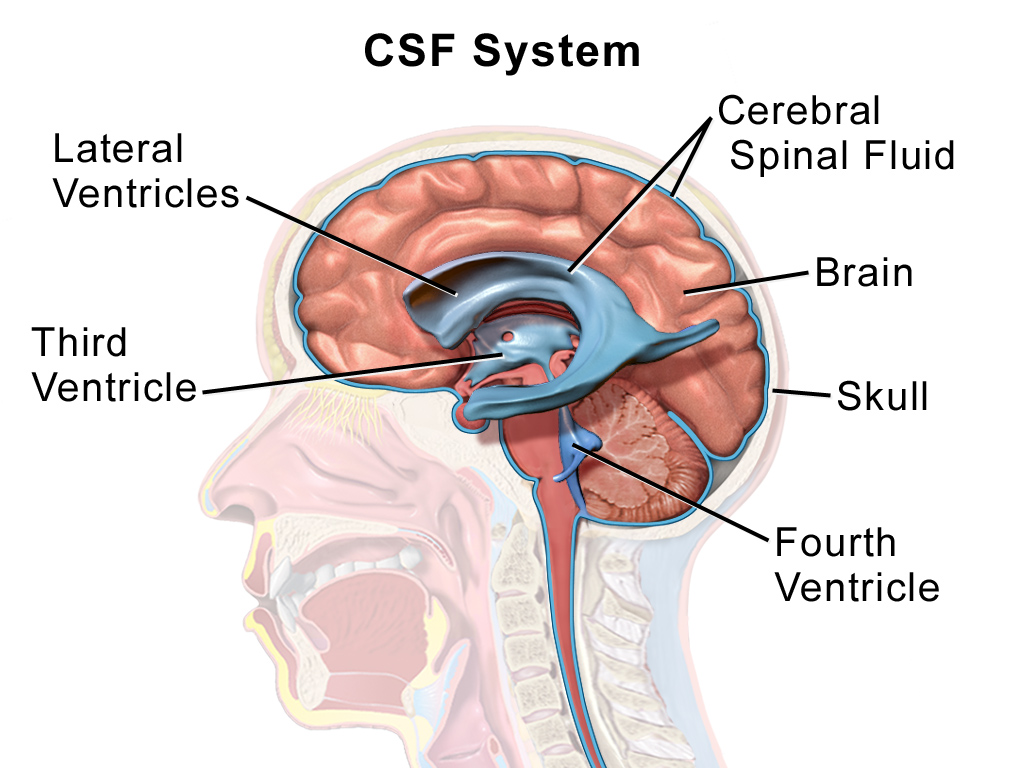
뇌척수액은 뇌 주변과 내부에 있는 공간에서 순환한다.

뇌척수액은 맑고 무색의 세포횡단액으로, 뇌 주변의 거미막밑 공간과 뇌실계, 그리고 척수의 중앙관 내에서 순환한다. 또한 거미막밑 공간의 일부 틈새, 즉 거미막밑 수조를 채운다. 네 개의 뇌실, 즉 두 개의 가쪽뇌실, 제3뇌실, 제4뇌실은 모두 뇌척수액을 생성하는 맥락얼기를 포함한다. 제3뇌실은 정중선에 위치하며 가쪽뇌실과 연결되어 있다. 단일 관인 다리뇌와 소뇌 사이의 대뇌수도관이 제3뇌실을 제4뇌실과 연결한다. 세 개의 별개 구멍, 즉 정중개구와 두 개의 가쪽개구는 제4뇌실에서 큰수조, 즉 주요 수조 중 하나로 뇌척수액을 배출한다. 여기서부터 뇌척수액은 거미막과 연질막 사이의 거미막밑 공간에서 뇌와 척수 주위를 순환한다.
어떤 시점에서든 약 150mL의 뇌척수액이 있으며, 대부분은 거미막밑 공간에 있다. 뇌척수액은 끊임없이 재생되고 흡수되며, 약 5~6시간마다 교체된다.
림프성 시스템은 뇌의 림프 배수 시스템으로 설명되어 왔다. 뇌 전역의 림프성 경로는 뇌척수액으로부터의 배수 경로와 경막 정맥굴과 관련된 뇌척수막 림프관으로부터의 배수 경로를 포함하며, 뇌 혈관을 따라 흐른다. 이 경로는 뇌 조직에서 사이질액을 배출한다.

### 혈액 공급

윌리스 고리에서 합류하는 두 순환 (아래쪽에서 본 모습)

뇌 외막의 특징과 혈관 공급을 보여주는 다이어그램

속목동맥은 뇌 앞부분에 산소화된 혈액을 공급하고, 척추동맥은 뇌 뒷부분에 혈액을 공급한다. 이 두 순환은 중간뇌와 다리뇌 사이의 뇌교각간수조에 위치한 연결된 동맥들의 고리인 대뇌동맥고리에서 문합한다.
속목동맥은 온목동맥의 가지이다. 이들은 목동맥관을 통해 머리뼈로 들어가 해면정맥굴을 통과하여 거미막밑 공간으로 진입한다. 그런 다음 대뇌동맥고리로 들어가 두 개의 가지인 앞대뇌동맥을 낸다. 이 가지들은 앞으로 나아가 세로틈새를 따라 위로 올라가 뇌의 앞부분과 중앙 부분을 공급한다. 하나 이상의 작은 앞교통동맥은 두 앞대뇌동맥이 가지로 나온 직후 합류한다. 속목동맥은 중간뇌동맥으로 계속 이어진다. 이들은 안와의 나비뼈를 따라 옆으로 이동한 다음, 최종 가지가 나오는 뇌섬엽을 통해 위로 올라간다. 중간뇌동맥은 그 길이만큼 가지를 보낸다.
척추동맥은 좌우 빗장밑동맥의 가지로 나타난다. 이들은 목뼈의 공간인 가로구멍을 통해 위로 올라간다. 각 측은 해당 숨뇌의 해당 측을 따라 큰구멍을 통해 머리뼈강으로 들어간다. 이들은 세 개의 소뇌 가지 중 하나를 내보낸다. 척추동맥은 숨뇌의 중간 부분 앞에서 합류하여 더 큰 뇌바닥동맥을 형성하며, 이는 숨뇌와 다리뇌, 그리고 다른 두 앞 및 위 소뇌 가지를 공급하기 위해 여러 가지를 보낸다. 마지막으로, 뇌바닥동맥은 두 뒤대뇌동맥으로 나뉜다. 이들은 바깥쪽으로, 위소뇌다리 주위로, 그리고 소뇌천막 위쪽을 따라 이동하며, 측두엽과 후두엽에 혈액을 공급하기 위해 가지를 보낸다. 각 뒤대뇌동맥은 작은 뒤교통동맥을 보내 속목동맥과 합류한다.

#### 혈액 배수
대뇌정맥은 뇌에서 탈산소화된 혈액을 배출한다. 뇌에는 두 가지 주요 정맥 네트워크가 있다. 세 개의 가지를 가진 대뇌 표면의 외부 또는 표재성 네트워크와 내부 네트워크이다. 이 두 네트워크는 문합 정맥을 통해 연결된다. 뇌의 정맥은 보통 경막과 머리뼈 덮개 사이에 위치한 더 큰 경질막 정맥굴의 공동으로 배출된다. 소뇌와 중간뇌의 혈액은 대뇌대정맥으로 배출된다. 뇌줄기의 숨뇌와 다리뇌의 혈액은 척수정맥 또는 인접한 대뇌 정맥으로 다양하게 배출된다.
뇌의 깊은 부분의 혈액은 정맥얼기를 통해 앞쪽의 해면정맥굴과 옆쪽의 위바위정맥굴 및 아래바위정맥굴, 뒤쪽의 아래시상정맥굴로 배출된다. 바깥 뇌의 혈액은 뇌 상단의 정중선에 위치한 큰 위시상정맥굴로 배출된다. 여기서 나온 혈액은 정맥굴의 합류점에서 곧은정맥굴에서 나온 혈액과 합쳐진다.
여기서 혈액은 좌우 가로정맥굴로 배출된다. 이들은 다시 구불정맥굴로 배출되며, 이는 해면정맥굴과 위아래바위정맥굴로부터 혈액을 받는다. 구불정맥굴은 큰 속목정맥으로 배출된다.

#### 혈액뇌장벽
뇌 전체의 더 큰 동맥들은 더 작은 모세혈관에 혈액을 공급한다. 뇌의 이 가장 작은 혈관들은 밀착연접으로 연결된 세포로 덮여 있어, 다른 모세혈관에서처럼 체액이 스며들거나 새어 나가지 않는다. 이것이 바로 혈액뇌장벽을 형성한다. 주위세포는 밀착연접 형성에서 중요한 역할을 한다. 이 장벽은 큰 분자에는 덜 투과성이지만, 물, 이산화탄소, 산소, 그리고 대부분의 지용성 물질(예: 마취제 및 알코올)에는 여전히 투과성이다. 혈액뇌장벽은 뇌실주위기관에는 존재하지 않는다—이는 체액 변화에 반응해야 할 수 있는 뇌 구조물이다—예를 들어 송과선, 최후영, 그리고 시상하부의 일부 영역이 있다. 이와 유사한 혈액뇌척수액장벽이 있는데, 이는 혈액뇌장벽과 동일한 목적을 가지지만, 두 장벽 시스템 간의 뚜렷한 구조적 특성으로 인해 뇌로의 다른 물질 수송을 촉진한다.

## 발달

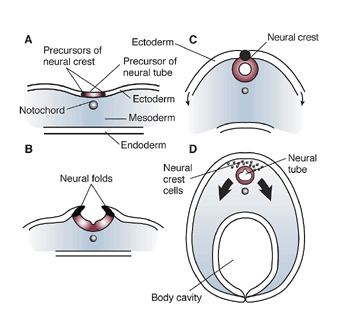
신경판 형성 및 신경능선 세포

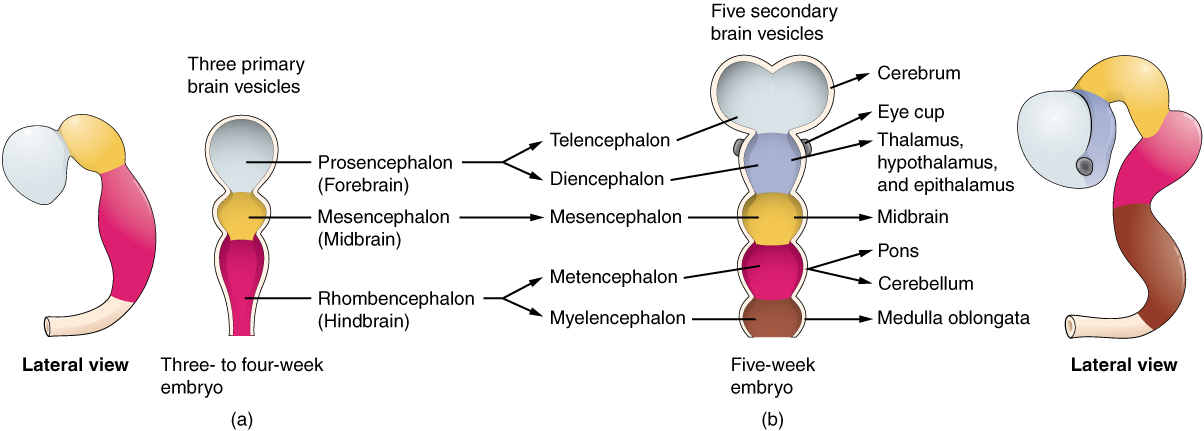
초기 배아의 3~4주차 3단계 뇌 소포 발달 및 5주차 5단계 뇌 소포 발달

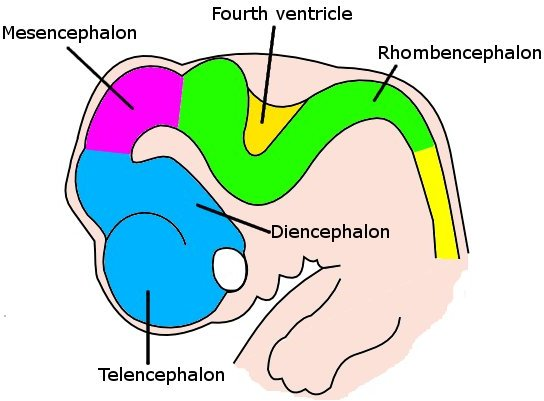
발달 6주차 사람 배아의 뇌

인간 배아 발달 3주차 초기에 배아 외배엽은 신경판이라고 불리는 두꺼운 띠를 형성한다. 발달 4주차에 신경판은 넓어져 넓은 머리 쪽 끝, 덜 넓은 중간 부분, 좁은 꼬리 쪽 끝을 형성한다. 이 부풀림은 일차 뇌 소포라고 알려져 있으며, 앞뇌(prosencephalon), 중간뇌(mesencephalon), 마름뇌(rhombencephalon)의 시작을 나타낸다.
신경능선 세포(외배엽에서 유래)는 신경주름의 신경판 가쪽 가장자리를 채운다. 4주차—신경관 형성 단계 동안—신경주름이 닫혀 신경관을 형성하고, 신경능선에서 신경능선 세포가 모인다. 신경능선은 신경관의 길이를 따라 뻗어 있으며, 머리 쪽 끝에는 머리 신경능선 세포가, 꼬리 쪽 끝에는 꼬리 신경능선 세포가 있다. 세포는 능선에서 분리되어 관 내에서 머리 쪽에서 꼬리 쪽으로 이동한다. 머리 쪽 끝의 세포는 뇌를 형성하고, 꼬리 쪽 끝의 세포는 척수를 형성한다.
신경관은 자라면서 굽어져 머리에 초승달 모양의 대뇌반구를 형성한다. 대뇌반구는 32일째에 처음 나타난다.
4주차 초기에 머리 부분은 머리굽이로 날카롭게 앞으로 굽는다. 이렇게 굽은 부분은 앞뇌(prosencephalon)가 되고, 인접한 곡선 부분은 중간뇌(mesencephalon)가 되며, 굽이 아래쪽 부분은 마름뇌(rhombencephalon)가 된다. 이 영역들은 세 개의 일차 뇌 소포라고 알려진 부풀림으로 형성된다. 발달 5주차에는 다섯 개의 이차 뇌 소포가 형성된다. 앞뇌는 두 개의 소포로 나뉜다. 앞쪽 끝뇌와 뒤쪽 사이뇌이다. 끝뇌는 대뇌 피질, 기저핵 및 관련 구조를 형성한다. 사이뇌는 시상과 시상하부를 형성한다. 마름뇌도 중간뇌 (해부학)와 숨뇌 (해부학)라는 두 영역으로 나뉜다. 중간뇌는 소뇌와 다리뇌를 형성한다. 숨뇌는 숨뇌를 형성한다. 또한 5주차 동안 뇌는 반복되는 분절인 신경분절로 나뉜다. 마름뇌에서는 이를 마름분절이라고 한다.
뇌의 특징 중 하나는 뇌회로 알려진 피질 주름이다. 태아 발달 5개월이 조금 넘는 기간 동안 피질은 매끄럽다. 임신 24주가 되면 뇌엽을 구분하기 시작하는 틈새를 보이는 주름진 형태가 나타난다. 피질이 왜 주름지고 접히는지는 잘 알려져 있지 않지만, 뇌회화는 지능 및 신경계 질환과 관련이 있으며, 여러 뇌회화 이론이 제안되었다. 이러한 이론에는 기계적 좌굴, 축삭 장력, 그리고 차등 접선 확장을 기반으로 한 이론들이 포함된다. 분명한 것은 뇌회화가 무작위적인 과정이 아니라, 개인과 대부분의 종 사이에 일관된 접힘 패턴을 생성하는 복잡하고 발달적으로 미리 결정된 과정이라는 점이다.
4개월째에 처음 나타나는 고랑은 가쪽 대뇌 우묵이다. 반구의 확장되는 꼬리 부분은 제한된 공간에 맞춰 앞으로 구부러져야 한다. 이로 인해 우묵이 덮이고 훨씬 깊은 이랑인 가쪽고랑으로 변하며, 이는 측두엽을 구분한다. 6개월이 되면 다른 고랑들이 형성되어 전두엽, 두정엽, 후두엽을 경계 짓는다. 인간 게놈에 존재하는 유전자(ARHGAP11B)는 뇌회화와 뇌화에 중요한 역할을 할 수 있다.
- 4.5주차 사람 배아의 뇌, 앞뇌 내부를 보여줌
- 5주차 뇌 내부
- 3개월째 정중선에서 본 뇌

## 기능

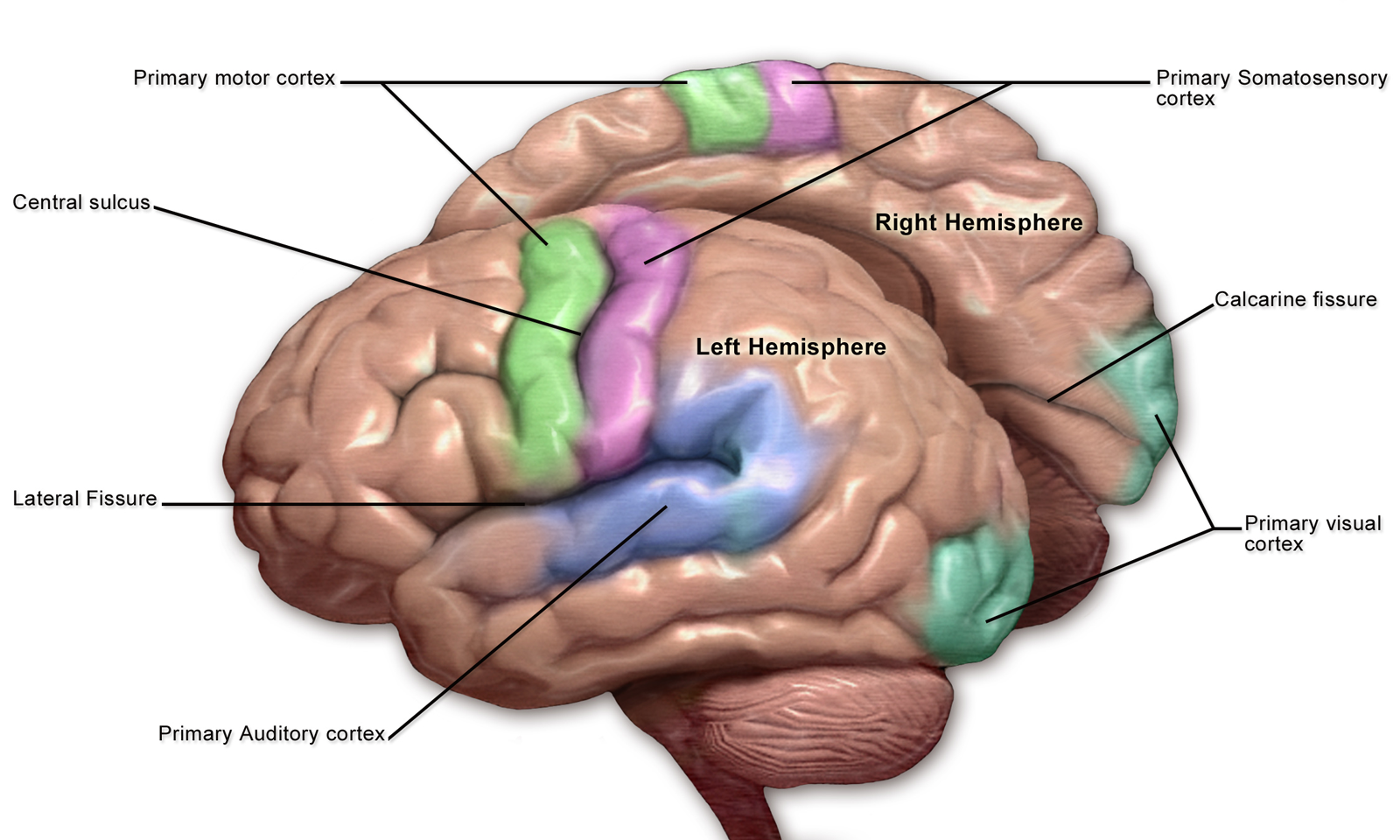
뇌의 운동 및 감각 영역

### 운동 조절
전두엽은 추론, 운동 제어, 정서, 언어에 관여한다. 전두엽에는 움직임을 계획하고 조율하는 운동피질; 고차 인지 기능에 책임이 있는 전전두피질; 그리고 언어 생산에 필수적인 브로카 영역이 포함된다. 뇌의 운동계는 운동의 생성 및 제어를 담당한다. 생성된 움직임은 뇌에서 신경을 통해 신체의 운동 신경세포로 전달되어 근육의 작용을 제어한다. 겉질척수로는 뇌에서 척수를 통해 몸통과 팔다리로 움직임을 전달한다. 뇌신경은 눈, 입, 얼굴과 관련된 움직임을 전달한다.
보행 및 팔다리 움직임과 같은 거친 운동은 운동피질에서 생성되며, 이는 세 부분으로 나뉜다. 일차운동피질은 중심앞 이랑에 위치하며, 신체 각 부분의 움직임을 담당하는 구역을 가지고 있다. 이러한 움직임은 일차운동피질의 앞쪽에 위치한 두 개의 다른 영역, 즉 운동앞영역과 보조 운동 영역에 의해 지지되고 조절된다. 손과 입은 다른 신체 부위보다 훨씬 더 큰 면적을 할당받아 더 섬세한 움직임을 가능하게 한다. 이는 운동 호문쿨루스로 시각화되었다. 운동피질에서 생성된 충동은 숨뇌 앞쪽을 따라 겉질척수로를 거쳐 숨뇌 피라미드에서 교차한다. 그런 다음 척수를 따라 내려가 대부분 연합 신경 세포에 연결되며, 이는 다시 회색질 내의 아래운동신경세포에 연결되어 근육 자체로 움직임 충동을 전달한다. 소뇌와 기저핵은 섬세하고 복잡하며 협응된 근육 움직임에 역할을 한다. 피질과 기저핵 사이의 연결은 근육 긴장, 자세 및 움직임 시작을 제어하며, 추체외로 시스템이라고 불린다.

### 감각

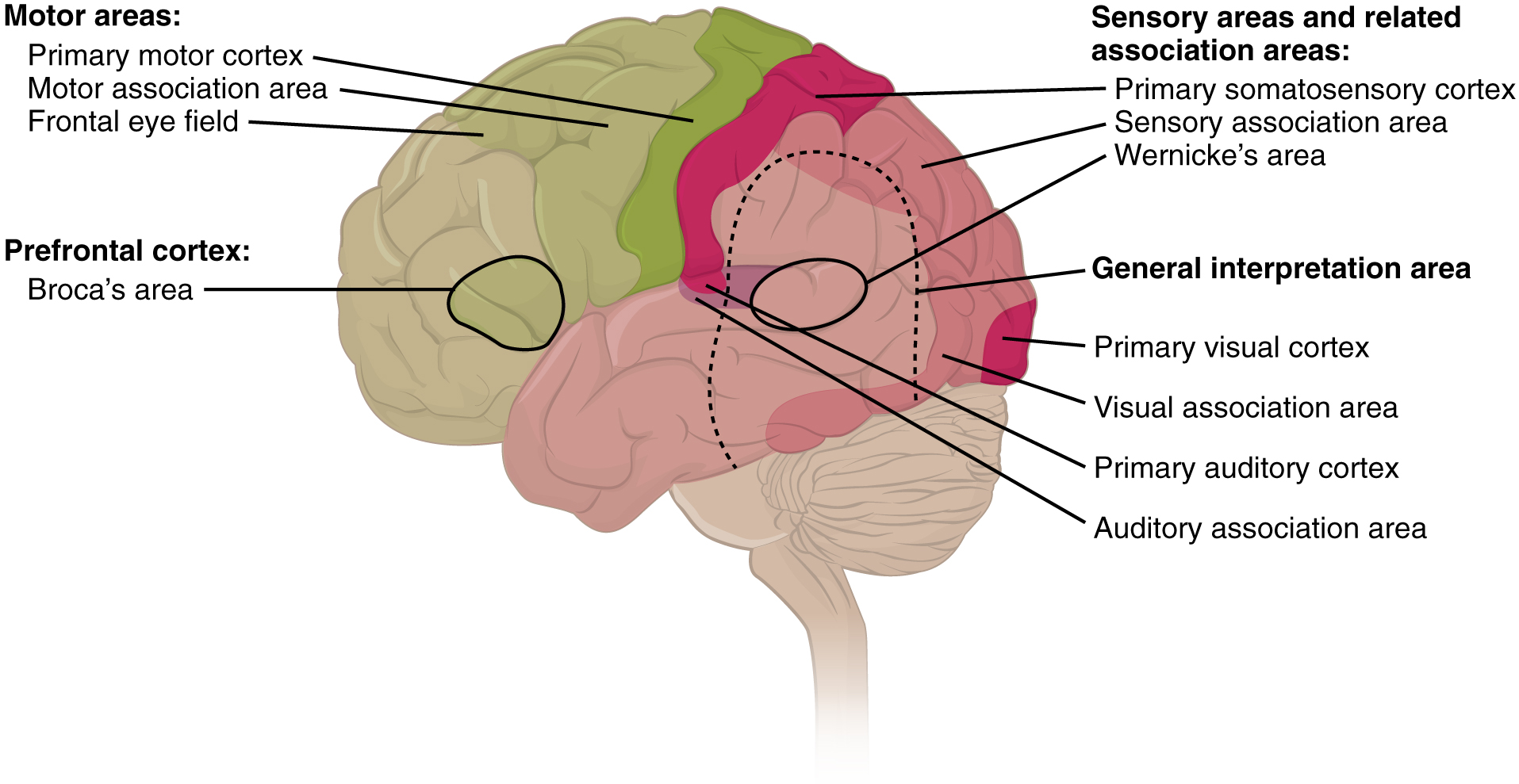
피질 영역

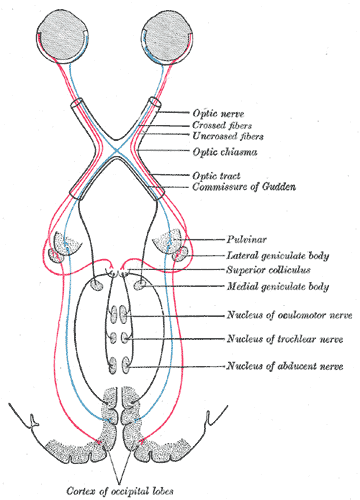
두 눈에서 뇌로 신경 신호가 전달되는 경로

감각신경계는 감각 정보의 수용 및 처리에 관여한다. 이 정보는 뇌신경, 척수 내의 신경로를 통해, 그리고 혈액에 노출된 뇌의 중심부에서 직접 수신된다. 뇌는 또한 시각, 후각, 청각, 미각의 특수 감각으로부터 정보를 수신하고 해석한다. 혼합 운동 및 감각 신호도 통합된다.
피부에서 뇌는 섬세한 촉각, 압력, 통증, 진동 및 온도에 대한 정보를 받는다. 관절에서 뇌는 관절 위치에 대한 정보를 받는다. 감각피질은 운동피질 바로 근처에 위치하며, 운동피질과 마찬가지로 신체 각 부분의 감각과 관련된 영역을 가지고 있다. 피부의 감각수용기에 의해 수집된 감각은 신경 신호로 변환되어 척수 내 신경로를 통해 일련의 신경 세포를 거쳐 전달된다. 등쪽기둥–안쪽섬유띠 경로는 섬세한 촉각, 진동 및 관절 위치에 대한 정보를 포함한다. 이 경로 섬유는 척수의 뒷부분을 따라 숨뇌의 뒷부분으로 올라가며, 그곳에서 즉시 교차하는 2차 신경 세포와 연결된다. 이 섬유는 시상의 배쪽뇌바닥 복합체로 올라가며, 그곳에서 감각피질로 섬유를 보내는 3차 신경 세포와 연결된다. 척수시상로는 통증, 온도 및 거친 촉각에 대한 정보를 전달한다. 이 경로 섬유는 척수를 따라 올라가 뇌줄기 그물체의 2차 신경 세포와 연결되어 통증과 온도를 전달하고, 또한 거친 촉각을 위해 시상의 배쪽뇌바닥 복합체에서 끝난다.
시각은 눈의 망막에 부딪히는 빛에 의해 생성된다. 망막의 광수용체 세포는 빛의 감각 자극을 전기적 신경 신호로 변환하여 후두엽의 시각 겉질로 보낸다. 눈의 광학 배열은 왼쪽 시각 영역의 빛이 각 망막의 가장 오른쪽 부분에 도달하고 그 반대도 마찬가지이다. 이 배열은 궁극적으로 각 망막의 일부가 피질의 각 반구에 의해 처리되어, 좌우 시각 겉질이 두 눈으로부터의 정보를 모두 처리한다는 것을 의미한다. 시각 신호는 시각신경을 통해 망막을 떠난다. 망막의 코쪽 절반에서 나온 시각신경 섬유는 반대쪽으로 교차하여 반대쪽 망막의 관자놀이 쪽 절반에서 나온 섬유와 합쳐지는데, 이들은 교차하지 않아 시각로를 형성한다. 시각로 섬유는 가쪽무릎핵에서 뇌에 도달하여 시각방사를 통해 시각 겉질에 도달한다.
청각과 평형감각은 모두 속귀에서 생성된다. 소리는 귓속뼈의 진동을 유발하며, 이는 결국 청각 기관으로 이어지고, 균형의 변화는 속귀 내 액체의 움직임을 유발한다. 이것은 속귀신경을 통해 전달되는 신경 신호를 생성한다. 여기서부터 달팽이핵, 위올리브복합체, 안쪽무릎핵을 거쳐 최종적으로 청각방사를 통해 청각피질로 전달된다.
후각은 비강의 후각상피에 있는 수용체 세포에 의해 생성된다. 이 정보는 후각신경을 통해 전달되며, 이 신경은 벌집판의 비교적 투과성 있는 부분을 통해 머리뼈로 들어간다. 이 신경은 후각망울의 신경 회로로 전달되며, 여기서 정보는 후각 피질로 전달된다.
미각은 혀의 수용체에서 생성되어 얼굴신경과 혀인두신경을 따라 뇌줄기의 고립로핵으로 전달된다. 일부 미각 정보는 인두 (해부학)에서 미주신경을 통해 이 영역으로 전달되기도 한다. 정보는 그 후 시상을 통해 미각 피질로 전달된다.

### 조절
뇌의 자율 기능에는 심박수와 호흡수의 조절 또는 리듬적 제어 및 항상성 유지가 포함된다.
혈압과 심박수는 숨뇌의 혈관운동 중추에 의해 영향을 받는데, 이는 안정 시 동맥과 정맥이 어느 정도 수축하게 한다. 이는 미주신경을 통해 교감신경계와 부교감신경계에 영향을 미침으로써 이루어진다. 혈압 정보는 대동맥활의 대동맥체에 있는 압력 수용기에 의해 생성되며, 미주신경의 들신경 섬유를 따라 뇌로 전달된다. 목동맥 팽대의 압력 변화에 대한 정보는 온목동맥 근처에 위치한 목동맥체에서 오며, 이는 헤링 신경을 통해 혀인두신경과 연결된다. 이 정보는 숨뇌의 고립로핵으로 전달된다. 여기서 나온 신호는 혈관운동 중추에 영향을 미쳐 그에 따라 정맥 및 동맥 수축을 조절한다.
뇌는 주로 숨뇌와 다리뇌의 호흡중추에 의해 호흡수를 조절한다. 호흡중추는 호흡을 조절하며, 척수를 따라 가로막신경을 통해 가로막 및 다른 호흡근으로 전달되는 운동 신호를 생성한다. 이것은 감각 정보를 중추로 다시 전달하는 혼합 신경이다. 네 개의 호흡중추가 있으며, 세 개는 기능이 더 명확하고, 나머지 무호흡 중추는 기능이 덜 명확하다. 숨뇌의 등쪽 호흡군은 숨을 들이쉬려는 욕구를 유발하며, 신체로부터 직접 감각 정보를 받는다. 또한 숨뇌의 배쪽 호흡군은 노력 시 숨을 내쉬는 것에 영향을 미친다. 다리뇌의 호흡조절중추는 각 호흡의 지속 시간에 영향을 미치며, 무호흡 중추는 들숨에 영향을 미치는 것으로 보인다. 호흡중추는 혈액 이산화 탄소와 수소 이온 농도 지수를 직접 감지한다. 혈액 산소, 이산화 탄소 및 pH 수준에 대한 정보는 대동맥 및 목동맥체의 말초화학수용체 동맥 벽에서도 감지된다. 이 정보는 미주신경과 혀인두신경을 통해 호흡중추로 전달된다. 높은 이산화 탄소, 산성 pH 또는 낮은 산소는 호흡중추를 자극한다. 들숨을 들이쉬려는 욕구는 폐의 폐 확장 수용체에 의해서도 영향을 받는데, 이 수용체가 활성화되면 미주신경을 통해 호흡중추에 정보를 전달하여 폐가 과도하게 팽창하는 것을 막는다.
사이뇌의 시상하부는 신체의 많은 기능을 조절하는 데 관여한다. 기능에는 신경내분비 조절, 활동일 주기 조절, 자율신경계 제어, 그리고 체액 및 음식 섭취 조절이 포함된다. 활동일 주기는 시상하부의 두 가지 주요 세포군에 의해 조절된다. 앞시상하부에는 시교차상핵과 복외측시각교차전핵이 포함되어 있으며, 이는 유전자 발현 주기를 통해 약 24시간의 생체 시계를 생성한다. 활동일 주기 동안 초일주기성 리듬이 수면 패턴을 제어한다. 잠은 신체와 뇌에 필수적인 요구 사항이며, 신체 시스템의 종료 및 휴식을 허용한다. 또한 뇌에 매일 축적되는 독소가 수면 중에 제거된다는 연구 결과도 있다. 깨어있는 동안 뇌는 신체 총 에너지 요구량의 5분의 1을 소비한다. 잠은 이러한 사용을 필연적으로 줄이고 에너지원인 ATP를 회복할 시간을 준다. 수면 부족의 영향은 잠의 절대적인 필요성을 보여준다.
가쪽시상하부는 오렉신 신경 세포를 포함하며, 이는 오름그물활성계로의 투사를 통해 식욕과 각성을 조절한다. 시상하부는 옥시토신 및 바소프레신과 같은 펩타이드 방출과 도파민의 정중융기 방출을 통해 뇌하수체를 조절한다. 자율 투사를 통해 시상하부는 혈압, 심박수, 호흡, 땀 흘림 및 기타 항상성 메커니즘과 같은 기능을 조절하는 데 관여한다. 시상하부는 또한 열 조절에 역할을 하며, 면역계의 자극을 받으면 발열을 유발할 수 있다. 시상하부는 신장의 영향을 받는다. 혈압이 떨어지면 신장에서 방출되는 레닌은 갈증을 유발한다. 시상하부는 또한 자율 신경 신호와 소화계의 호르몬 방출을 통해 음식 섭취를 조절한다.

### 언어

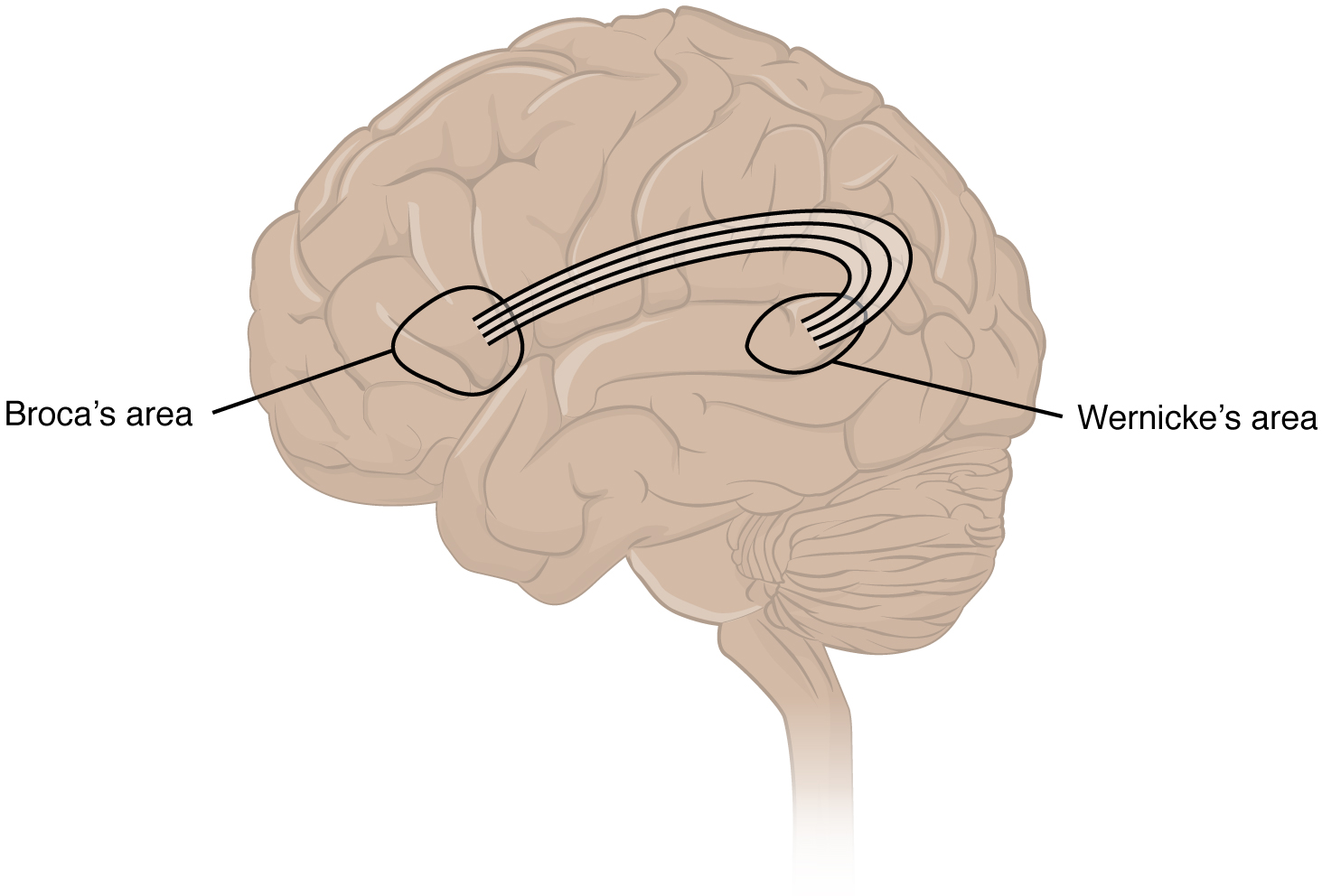
브로카 영역과 베르니케 영역은 궁상섬유로 연결되어 있다.

언어 기능은 전통적으로 베르니케 영역과 브로카 영역에 국한된 것으로 여겨졌지만, 이제는 더 넓은 피질 영역 네트워크가 언어 기능에 기여하는 것으로 대부분 받아들여지고 있다.
뇌가 언어를 어떻게 표현하고 처리하며 습득하는지에 대한 연구를 신경언어학이라고 하는데, 이는 인지신경과학, 인지언어학, 심리언어학을 아우르는 큰 다학제 분야이다.

### 편측화
대뇌는 반대측 조직을 가지며, 뇌의 각 대뇌반구는 주로 신체의 한쪽과 상호작용한다. 즉, 뇌의 왼쪽은 신체의 오른쪽과 상호작용하고, 그 반대도 마찬가지이다. 이는 발달상 축 비틀림에 의해 발생하는 것으로 이론화되어 있다. 뇌에서 척수로 가는 운동 연결과 척수에서 뇌로 가는 감각 연결은 모두 뇌줄기에서 교차한다. 시각 입력은 더 복잡한 규칙을 따른다. 두 눈의 시신경은 시신경교차라고 불리는 한 지점에서 만나고, 각 신경의 섬유 절반이 분리되어 다른 신경과 합쳐진다. 결과적으로 양쪽 눈의 망막 왼쪽 절반에서 온 연결은 뇌의 왼쪽으로 가고, 망막 오른쪽 절반에서 온 연결은 뇌의 오른쪽으로 간다. 각 망막 절반은 시각 영역의 반대쪽 절반에서 오는 빛을 받기 때문에, 기능적인 결과는 세상의 왼쪽에서 오는 시각 입력이 뇌의 오른쪽으로 가고, 그 반대도 마찬가지이다. 따라서 뇌의 오른쪽은 신체의 왼쪽에서 오는 몸감각 입력과 시각 영역의 왼쪽에서 오는 시각 입력을 받는다.
뇌의 좌우는 대칭적으로 보이지만, 비대칭적으로 기능한다. 예를 들어, 왼손을 제어하는 좌뇌 운동 영역의 대응은 오른손을 제어하는 우뇌 영역이다. 그러나 언어 및 공간 인지와 관련된 몇 가지 중요한 예외가 있다. 왼쪽 전두엽은 언어에 우세하다. 좌뇌의 주요 언어 영역이 손상되면 환자는 말을 하거나 이해할 수 없게 되지만, 우뇌의 동등한 손상은 언어 능력에 미미한 손상만을 초래한다.
두 대뇌반구 간의 상호 작용에 대한 현재 이해의 상당 부분은 뇌전증 발작의 심각성을 줄이기 위해 뇌량을 외과적으로 절단하는 수술을 받은 "분리뇌 환자" 연구에서 비롯되었다. 이 환자들은 즉시 눈에 띄는 특이한 행동을 보이지 않지만, 일부 경우에는 오른손이 어떤 행동을 한 다음 왼손이 그것을 취소하는 등 거의 두 명의 다른 사람처럼 행동할 수 있다. 이 환자들은 시각 고정점의 오른쪽에 잠깐 그림을 보여주면 말로 설명할 수 있지만, 왼쪽에 그림을 보여주면 설명할 수 없지만 왼손으로 보여진 물체의 성격을 암시할 수 있다.

### 감정
정서는 일반적으로 심리적 감정, 평가, 표현, 자율 반응 및 행동 경향으로 이어지는 유발을 포함하는 2단계 다중 구성 요소 과정으로 정의된다. 기본적인 감정을 특정 뇌 영역에 국소화하려는 시도는 논란의 여지가 있었다. 일부 연구에서는 감정에 해당하는 특정 위치에 대한 증거를 찾지 못하고, 대신 일반적인 감정 과정에 관련된 회로를 발견했다. 편도체, 안와전두피질, 중부 및 전방 뇌섬엽, 가쪽 전전두피질은 감정 생성에 관여하는 것으로 보였으며, 배쪽 피개부, 배쪽 창백 및 측좌핵의 유인 현저성에 대한 증거는 미약하게 발견되었다. 그러나 다른 연구에서는 행복할 때의 기저핵, 슬플 때의 뇌량하 띠이랑, 공포를 느낄 때의 편도체와 같은 특정 영역의 활성화 증거를 발견했다.

### 인지
뇌는 인식을 담당하며, 이는 수많은 인지 과정과 집행 기능을 통해 기능한다. 집행 기능에는 집중력과 인지 억제로 불필요한 정보를 걸러내고 관련 없는 자극을 차단하는 능력, 작업 기억에 저장된 정보를 처리하고 조작하는 능력, 여러 개념을 동시에 생각하고 과제를 전환하며 인지 유연성을 발휘하는 능력, 충동과 강제 반응을 억제 제어로 억제하는 능력, 그리고 정보의 관련성이나 행동의 적절성을 판단하는 능력이 포함된다. 고차 집행 기능은 여러 기본 집행 기능의 동시 사용을 필요로 하며, 플래닝, 예견, 유동 지능(즉, 이성과 문제 해결)을 포함한다.
전전두피질은 집행 기능 매개에 중요한 역할을 한다. 플래닝은 등쪽가쪽전전두피질(DLPFC), 전방 띠이랑, 각 전전두피질, 우측 전전두피질, 모서리위이랑의 활성화를 포함한다. 작업 기억 조작은 DLPFC, 아래앞이마 이랑, 그리고 두정 피질 영역을 포함한다. 억제 제어는 전전두피질의 여러 영역뿐만 아니라 꼬리핵과 시상밑핵도 포함한다.

## 생리학

### 신경전달
뇌 활동은 신경 세포의 상호 연결에 의해 가능하며, 이들은 목표에 도달하기 위해 서로 연결되어 있다. 신경 세포는 세포체, 축삭돌기, 가지돌기로 구성된다. 가지돌기는 종종 다른 신경 세포의 축삭 말단에서 신호 형태로 정보를 수신하는 광범위한 가지이다. 수신된 신호는 신경 세포가 활동전위(전기화학적 신호 또는 신경 충동)를 시작하게 할 수 있으며, 이는 축삭을 따라 축삭 말단으로 전달되어 다른 신경 세포의 가지돌기 또는 세포체와 연결된다. 활동전위는 특수한 단백질 복합체를 포함하는 축삭의 시작 부분에서 시작된다. 활동전위가 축삭 말단에 도달하면 시냅스에서 신경전달물질이 방출되어 목표 세포에 작용하는 신호를 전파한다. 이러한 화학적 신경전달물질에는 도파민, 세로토닌, GABA, 글루탐산, 아세틸콜린이 포함된다. GABA는 뇌의 주요 억제성 신경전달물질이며, 글루탐산은 주요 흥분성 신경전달물질이다. 신경 세포는 시냅스에서 연결되어 신경 경로, 신경 회로, 그리고 현저성 네트워크 및 기본 모드 네트워크와 같은 정교한 대규모 뇌 네트워크 시스템을 형성하며, 이들 간의 활동은 신경전달 과정에 의해 구동된다.

### 물질대사

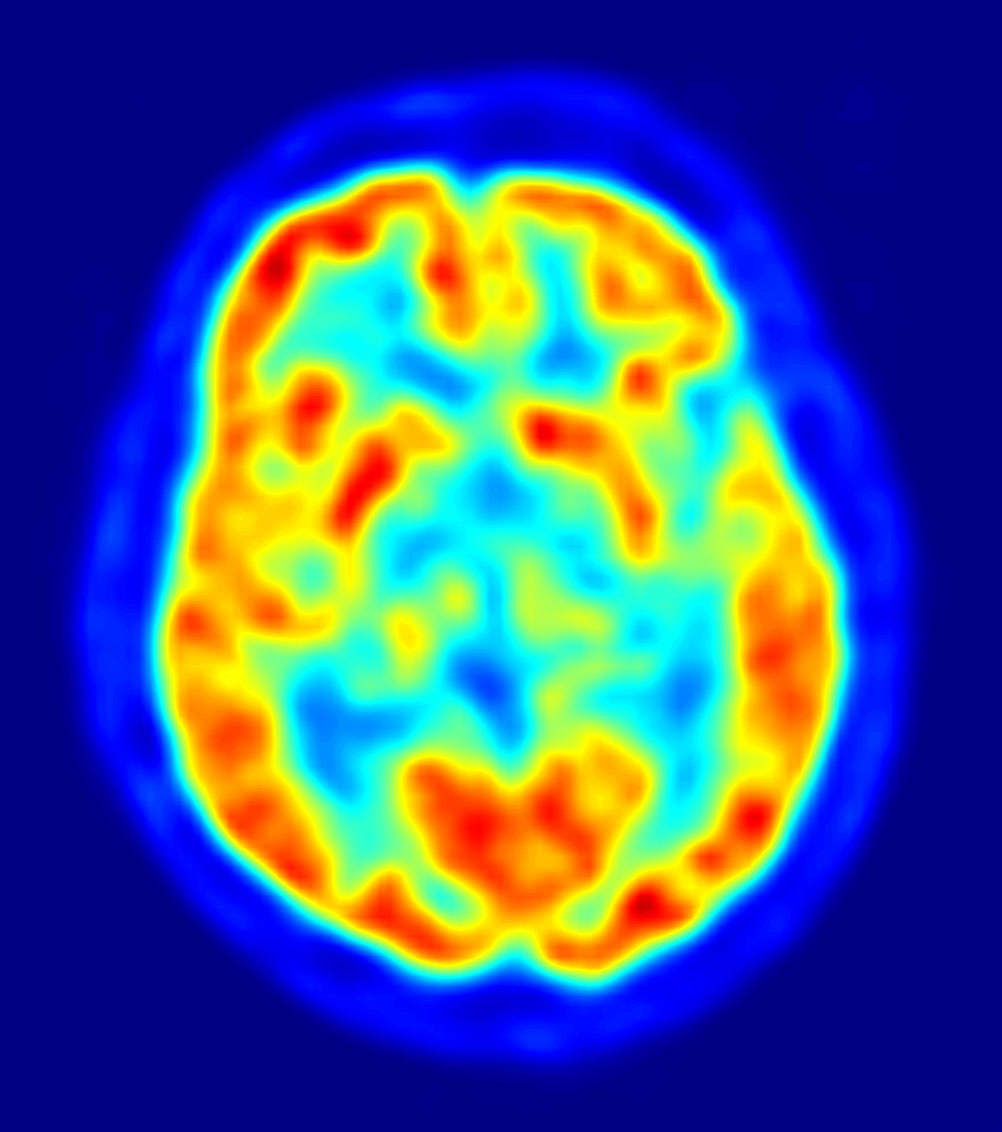
사람 뇌의 PET 이미지, 에너지 소비량 표시

뇌는 인체에서 사용되는 에너지의 최대 20%를 소비하며, 이는 다른 어떤 기관보다 많다. 사람의 경우 혈당은 대부분의 세포에 대한 주요 에너지원이며, 뇌를 포함한 여러 조직의 정상적인 기능에 중요하다. 사람 뇌는 단식 상태의 앉아있는 개인의 혈당 중 약 60%를 소비한다. 뇌 물질대사는 일반적으로 혈액 포도당을 에너지원으로 사용하지만, 포도당이 부족한 시기(예: 단식, 지구력 운동, 제한된 탄수화물 섭취)에는 뇌가 케톤체를 연료로 사용하며 포도당에 대한 필요성이 줄어든다. 뇌는 운동 중 젖산을 활용할 수도 있다. 뇌는 포도당을 글리코젠 형태로 저장하지만, 간이나 뼈대근육에 비해 훨씬 적은 양이다. 장쇄 지방산은 혈액뇌장벽을 통과할 수 없지만, 간은 이를 분해하여 케톤체를 생산할 수 있다. 그러나 짧은 사슬 지방산(예: 뷰티르산, 프로피온산, 아세트산) 및 중쇄 지방산인 옥탄산과 헵탄산은 혈액뇌장벽을 통과하여 뇌세포에 의해 대사될 수 있다.
사람 뇌는 체중의 2%에 불과하지만, 심박출량의 15%, 전체 신체 산소 소비량의 20%, 전체 신체 포도당 활용량의 25%를 차지한다. 뇌는 주로 포도당을 에너지로 사용하며, 저혈당증에서 발생할 수 있는 포도당 결핍은 의식 상실을 초래할 수 있다. 뇌의 에너지 소비는 시간에 따라 크게 변하지 않지만, 활동적인 피질 영역은 비활동적인 영역보다 에너지를 다소 더 많이 소비하며, 이는 PET 및 fMRI와 같은 기능자기공명영상법 방법의 기초를 이룬다. 이러한 기술은 대사 활동의 3차원 이미지를 제공한다. 예비 연구에서는 인간의 뇌 대사 요구량이 약 5세에 최고조에 달한다는 것을 보여주었다.
잠의 기능은 완전히 이해되지 않았지만, 잠이 잠재적으로 신경독성이 있는 대사 노폐물의 제거를 촉진하고 회복을 가능하게 한다는 증거가 있다. 잠은 또한 불필요한 연결을 약화시킴으로써 인지 기능에 영향을 미칠 수 있다.

## 연구
뇌는 완전히 이해되지 않았으며, 연구가 진행 중이다. 신경과학자들은 관련 분야 연구자들과 함께 사람 뇌가 어떻게 작동하는지 연구한다. 신경과학, 신경과 및 정신건강의학과 같은 다른 분야 간의 경계는 기초과학 연구의 영향을 받아 흐려지고 있다.
신경과학 연구는 상당히 확대되었다. 1990년대 미국 정부의 이니셔티브인 "뇌의 10년"은 이러한 연구 증가의 상당 부분을 나타내는 것으로 간주되며, 2013년에는 BRAIN Initiative가 뒤를 이었다. 휴먼 커넥톰 프로젝트는 뇌 부분의 해부학적 및 기능적 연결을 분석하기 위해 2009년에 시작된 5년 연구로, 많은 데이터를 제공했다.
연구의 새로운 단계는 뇌 활동을 시뮬레이션하는 것일 수 있다.

### 방법
사람 뇌의 구조와 기능에 대한 정보는 동물과 사람을 포함한 다양한 실험 방법을 통해 얻어진다. 뇌 외상과 뇌졸중에 대한 정보는 뇌 각 부분의 기능과 뇌손상의 영향에 대한 정보를 제공했다. 신경영상은 뇌를 시각화하고 뇌 활동을 기록하는 데 사용된다. 전기생리학은 피질의 전기 활동을 측정, 기록 및 모니터링하는 데 사용된다. 측정은 피질 영역의 국소장전위 또는 단일 신경 세포의 활동일 수 있다. 뇌전도는 두피에 비침습적으로 부착된 전극을 사용하여 피질의 전기 활동을 기록할 수 있다.
침습적 측정에는 노출된 뇌 표면에 직접 전극을 배치하는 뇌피질전도가 포함된다. 이 방법은 피질 영역과 그 전신 기능 간의 관계 연구에 사용되는 피질 자극 지도화에 사용된다. 훨씬 작은 미세전극을 사용하면 단일 신경 세포에서 단일 단위 기록을 할 수 있어 높은 공간 해상도와 높은 시간 해상도를 제공한다. 이를 통해 뇌 활동과 행동을 연결하고 신경 지도화를 만들 수 있었다.
뇌 유사장기의 개발은 뇌의 성장과 피질의 성장을 연구하고 질병 발달을 이해하는 방법을 열었으며, 치료 응용에 대한 추가적인 함의를 제공한다.

### 영상

건강한 사람 뇌의 fMRI

기능자기공명영상법 기술은 특정 뇌 영역의 기능과 관련된 뇌 활동의 변화를 보여준다. 한 가지 기술은 기능자기공명영상법(fMRI)으로, 이전 방법인 단일광자 방출 컴퓨터 단층촬영과 PET에 비해 방사성 물질을 사용할 필요가 없고 더 높은 해상도를 제공한다는 장점이 있다. 또 다른 기술은 기능적 근적외선 분광법이다. 이 방법들은 뇌혈류 변화와 관련된 뇌 활동의 변화를 보여주는 혈류역학적 반응에 의존하며, 뇌 영역에 기능을 매핑하는 데 유용하다. 휴식 상태 fMRI는 뇌가 특정 작업을 수행하지 않을 때 뇌 영역의 상호 작용을 살펴본다. 이는 기본 모드 네트워크를 보여주는 데도 사용된다.
모든 전류는 자기장을 생성한다. 뇌파는 약한 자기장을 유도하며, 기능적 뇌자도에서는 생성된 전류가 높은 해상도로 국소화된 뇌 기능을 보여줄 수 있다. 트랙토그래피는 MRI와 이미지 분석을 사용하여 뇌의 신경로를 3차원 이미지로 생성한다. 커넥토그램은 뇌의 신경 연결을 그래픽으로 표현한다.
뇌 형태 측정의 차이는 일부 질환, 특히 조현병과 치매에서 측정될 수 있다. 영상화를 이용한 다양한 생물학적 접근 방식은 예를 들어 우울증과 강박장애에 대한 더 많은 통찰력을 제공했다. 뇌 영역 기능에 대한 핵심 정보원은 그 손상의 영향이다.
신경영상의 발전은 정신 질환에 대한 객관적인 통찰력을 가능하게 하여 더 빠른 진단, 더 정확한 예후, 더 나은 모니터링으로 이어졌다.

### 유전자 및 단백질 발현
생물정보학은 인간 뇌 연구, 특히 유전자 및 단백질 발현 영역에서 사용될 수 있는 데이터베이스, 계산 및 통계 기술의 생성 및 발전을 포함하는 연구 분야이다. 진카드는 주요 데이터베이스이다.
2017년 기준, 약 20,000개 미만의 단백질 코딩 유전자가 인간에서 발현되는 것으로 보이며, 이 중 약 400개는 뇌 특이적이다. 뇌의 유전자 발현에 대해 제공된 데이터는 여러 질환에 대한 추가 연구를 촉진했다. 예를 들어, 장기간 알코올 섭취는 뇌의 유전자 발현 변화와 세포 유형별 변화를 보여주었으며, 이는 알코올 의존증과 관련이 있을 수 있다. 이러한 변화는 전전두피질의 시냅스 전사체에서 관찰되었으며, 알코올 의존성 및 다른 약물 남용의 원인으로 간주된다.
관련 연구들은 또한 노화 뇌에서 시냅스 변화와 손실의 증거를 보여주었다. 유전자 발현의 변화는 다양한 신경 경로에서 단백질 수준을 변화시키며, 이는 시냅스 접촉 기능 장애 또는 손실에서 분명하게 나타났다. 이러한 기능 장애는 뇌의 많은 구조에 영향을 미치는 것으로 나타났으며, 억제성 신경 세포에 현저한 영향을 미쳐 신경 전달 수준을 감소시키고, 결과적으로 인지 저하 및 질병을 초래한다.

## 임상적 의의

### 손상
뇌손상은 다양한 방식으로 나타날 수 있다. 예를 들어 접촉 스포츠, 낙상, 교통 사고 또는 업무상 사고에서 발생하는 외상성 뇌손상은 즉각적인 문제와 장기적인 문제 모두와 관련될 수 있다. 즉각적인 문제로는 뇌내출혈이 포함될 수 있으며, 이는 뇌 조직을 압박하거나 혈액 공급을 손상시킬 수 있다. 뇌의 멍이 발생할 수 있다. 멍은 신경로에 광범위한 손상을 일으켜 미만성 축삭 손상으로 이어질 수 있다. 머리뼈 골절, 특정 부위의 손상, 귀먹음, 뇌진탕 또한 가능한 즉각적인 발달이다. 손상 부위 외에도 뇌의 반대쪽이 영향을 받을 수 있으며, 이를 반대측 손상이라고 한다. 장기적으로 발생할 수 있는 문제로는 외상후 스트레스 장애 및 수두증이 포함된다. 다수의 두부외상 후에 만성 외상성 뇌병증이 발생할 수 있다.

### 질병
신경퇴행성 질환은 뇌의 다양한 기능에 영향을 미치는 신경 세포의 점진적인 손상 또는 손실을 초래하며, 이는 나이가 들수록 악화된다. 일반적인 유형으로는 알츠하이머병, 알코올성 치매, 혈관성 치매 및 파킨슨병 치매를 포함한 치매가 있다. 다른 드문 감염성, 유전성 또는 대사성 유형으로는 헌팅턴병, 운동신경원병, HIV 치매, 신경매독 및 윌슨병이 있다. 신경퇴행성 질환은 뇌의 다른 부위에 영향을 미칠 수 있으며, 운동, 기억, 인식에 영향을 미칠 수 있다. 크로이츠펠트-야코프병 및 그 변종 크로이츠펠트-야코프병, 쿠루병을 포함한 드문 프리온 질환은 치명적인 신경퇴행성 질환이다.
대뇌 죽상경화증은 뇌에 영향을 미치는 죽상경화증이다. 이는 뇌의 큰 동맥에 콜레스테롤로 형성된 죽종이 축적되어 발생하며, 경미한 경우부터 심각한 경우까지 다양하다. 심각할 경우 동맥이 좁아져 혈류를 감소시킬 수 있다. 이는 치매 발병에 기여하며, 알츠하이머병에서 발견되는 단백질과 유사성을 가진다.
뇌는 혈액뇌장벽으로 보호되지만, 바이러스, 세균, 균류 등 감염의 영향을 받을 수 있다. 감염은 뇌척수막(수막염), 뇌 실질(뇌염), 또는 뇌 실질 내부(예: 뇌농양)에 있을 수 있다.

### 종양
뇌종양은 양성 종양이거나 암성일 수 있다. 대부분의 악성 종양은 신체 다른 부위에서 발생하며, 가장 흔하게는 폐암, 유방암 및 흑색종에서 발생한다. 뇌 조직의 암도 발생할 수 있으며, 뇌 안팎의 모든 조직에서 기원한다. 뇌 주변 뇌척수막의 암인 뇌수막종은 뇌 조직 암보다 더 흔하다. 뇌 내 암은 크기나 위치와 관련된 증상을 유발할 수 있으며, 두통과 메스꺼움, 또는 시각, 삼킴, 말하기의 점진적인 어려움, 또는 기분 변화와 같은 국소 증상의 점진적인 발달을 포함한다. 암은 일반적으로 CT 스캔 및 MRI 스캔을 통해 조사된다. 혈액 검사 및 요추 천자를 포함한 다양한 다른 검사는 암의 원인을 조사하고 암의 유형과 단계를 평가하는 데 사용될 수 있다. 코르티코스테로이드인 덱사메타손은 종양 주변 뇌 조직의 부종을 줄이기 위해 종종 투여된다. 수술을 고려할 수 있지만, 많은 종양의 복잡한 특성이나 종양의 단계 또는 유형에 따라 방사선 치료 또는 화학요법이 더 적합하다고 간주될 수 있다.

### 정신 질환
정신 질환은 우울증, 조현병, 양극성 장애, 외상후 스트레스 장애, 주의력결핍 과잉행동장애, 강박장애, 투렛 증후군, 탐닉 등 뇌 기능과 관련이 있는 것으로 알려져 있다. 정신 질환의 치료는 심리요법, 정신건강의학, 사회적 개입 및 개인적인 회복 작업 또는 인지행동치료를 포함할 수 있으며, 근본적인 문제와 관련 예후는 개인마다 상당히 다르다.

### 뇌전증
뇌전증 발작은 비정상적인 전기 활동과 관련이 있는 것으로 생각된다. 발작 활동은 의식 상실, 사지 운동이나 언어 장애와 같은 국소 효과, 또는 본질적으로 전신성일 수 있다. 뇌전증 지속상태는 5분 이내에 종료되지 않은 발작 또는 일련의 발작을 의미한다. 발작은 수많은 원인을 가지지만, 많은 발작은 명확한 원인이 발견되지 않고 발생한다. 뇌전증 환자의 경우, 추가 발작의 위험 요인으로는 수면 부족, 약물 및 알코올 섭취, 스트레스가 포함될 수 있다. 발작은 병력과 신체 검사 소견을 바탕으로 혈액 검사, 뇌전도, 다양한 의학촬영 기술을 사용하여 평가할 수 있다. 기저 원인을 치료하고 위험 요인에 대한 노출을 줄이는 것 외에도, 항경련제 약물은 추가 발작을 예방하는 데 역할을 할 수 있다.

### 선천적
테이-삭스병과 같은 일부 뇌 질환은 선천성 장애이며 돌연변이 및 염색체 돌연변이와 관련이 있다. 뇌증이라고 알려진 드문 선천성 장애 그룹은 피질 접힘의 부족 또는 불충분함이 특징이다. 뇌의 정상적인 태아 발달은 임신 중 영양 결핍, 기형 유발 물질, 감염병, 그리고 알코올을 포함한 환각제 사용에 의해 영향을 받을 수 있다(태아 알코올 스펙트럼 장애를 유발할 수 있음).
대부분의 뇌 동정맥 기형은 선천적이며, 이러한 혈관의 얽힌 네트워크는 증상 없이 유지될 수 있지만, 최악의 경우 파열되어 두개내출혈을 일으킬 수 있다.

### 뇌졸중

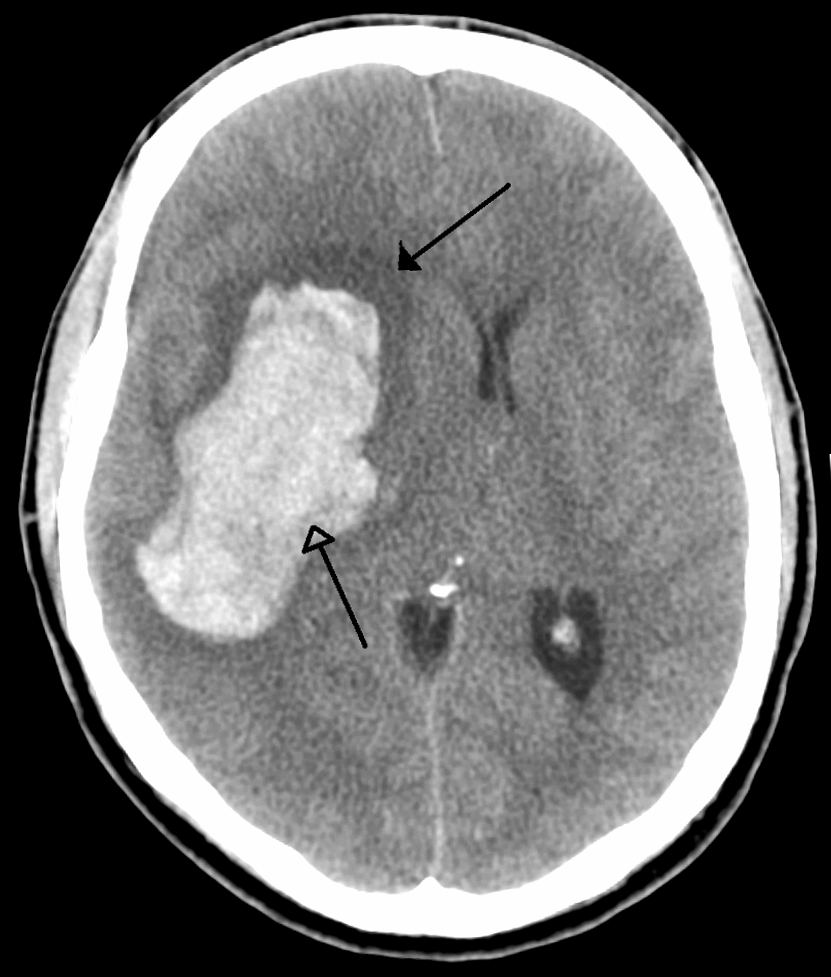
뇌출혈의 CT 스캔으로, 주변 부종과 함께 뇌실질내 출혈을 보여준다.

뇌졸중은 뇌의 특정 부위로의 혈액 공급 감소로 인해 세포사 및 뇌 손상을 유발하는 질환이다. 이는 안면 처짐, 팔 약화, 언어 장애(구음장애 및 실어증 포함)와 같은 "FAST" 증상을 포함하여 광범위한 증상으로 이어질 수 있다. 증상은 영향을 받은 뇌 영역의 기능과 관련이 있으며, 뇌졸중의 예상 부위와 원인을 시사할 수 있다. 움직임, 언어 또는 시각의 어려움은 일반적으로 대뇌와 관련이 있는 반면, 불균형, 복시, 현훈 및 신체의 둘 이상의 측면에 영향을 미치는 증상은 일반적으로 뇌줄기 또는 소뇌와 관련이 있다.
대부분의 뇌졸중은 혈액 공급 손실로 인해 발생하며, 일반적으로 색전, 죽종의 파열로 인한 혈전, 또는 작은 동맥의 협착 때문이다. 뇌졸중은 또한 뇌 내 출혈로 인해 발생할 수 있다. 일과성 뇌허혈증 (TIA)은 증상이 24시간 이내에 해결되는 뇌졸중이다. 뇌졸중 조사는 신체 검사(신경학적 검사 포함)와 병력 청취를 포함하며, 증상 지속 기간 및 위험 요인(고혈압, 심방세동, 담배 흡연 포함)에 중점을 둔다. 젊은 환자에게는 추가 조사가 필요하다. 심전도 및 생체원격측정을 통해 심방세동을 확인할 수 있으며, 초음파를 통해 목동맥의 협착을 조사할 수 있으며, 심장초음파를 통해 심장 내 혈전, 심장판막증, 또는 난원공 개존의 존재를 확인할 수 있다. 혈액 검사는 검사의 일환으로 당뇨병 검사 및 지질 프로필을 포함하여 일상적으로 시행된다.
일부 뇌졸중 치료는 시간 제약이 있다. 여기에는 혈전 용해 또는 혈전 외과적 제거를 통한 허혈성 뇌졸중, 그리고 감압을 통한 두개내출혈이 포함된다. 뇌졸중은 시간이 중요하므로, 병원 및 심지어 병원 전 뇌졸중 치료에는 신속한 조사가 포함된다. 일반적으로 출혈성 뇌졸중을 조사하기 위한 CT 스캔과 뇌에 혈액을 공급하는 동맥을 평가하기 위한 CT 또는 MR 혈관조영술이 사용된다. 널리 보급되지 않은 MRI 스캔은 특히 허혈성 뇌졸중의 경우 뇌의 영향을 받은 부위를 더 정확하게 보여줄 수 있다.
뇌졸중을 경험한 사람은 뇌졸중 병동에 입원할 수 있으며, 치료는 미래 뇌졸중 예방을 목표로 할 수 있다. 여기에는 지속적인 항응고제(예: 아스피린 또는 클로피도그렐), 항고혈압제, 지질 저하제가 포함된다. 언어치료사, 물리치료사, 작업치료사, 심리학자를 포함한 다학제 팀은 뇌졸중 환자와 그들의 재활을 지원하는 데 큰 역할을 한다. 뇌졸중 병력은 치매 발병 위험을 약 70% 증가시키며, 최근 뇌졸중은 위험을 약 120% 증가시킨다.

### 뇌사
뇌사는 뇌 기능의 되돌릴 수 없는 완전한 상실을 의미한다. 이는 혼수상태, 반사 상실, 무호흡으로 특징지어진다. 그러나 뇌사 선언은 지역적으로 다르며 항상 받아들여지는 것은 아니다. 일부 국가에서는 뇌줄기사의 정의된 증후군도 있다. 뇌사 선언은 무의미한 의료 원칙에 따라 생명 유지 장치의 중단과 관련이 있으며, 뇌사 환자는 종종 장기 기증에 적합한 장기를 가지고 있기 때문에 중대한 의미를 가질 수 있다. 환자 가족과의 불충분한 의사소통으로 인해 과정이 종종 더 어려워진다.
뇌사가 의심될 때, 전해질, 신경학적 및 약물 관련 인지 억제와 같은 가역적인 감별진단은 배제되어야 한다. 반사 검사는 반응 및 호흡의 부재와 마찬가지로 결정에 도움이 될 수 있다. 완전한 반응 없음, 알려진 진단, 신경영상 증거를 포함한 임상 관찰은 모두 뇌사 선언 결정에 중요한 역할을 할 수 있다.

## 사회와 문화
신경인류학은 문화와 뇌의 관계를 연구한다. 이는 뇌가 문화를 어떻게 발생시키고, 문화가 뇌 발달에 어떻게 영향을 미치는지 탐구한다. 문화적 차이와 뇌 발달 및 구조와의 관계는 다양한 분야에서 연구되고 있다.

### 마음

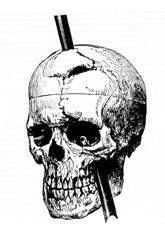
피니어스 게이지의 머리뼈와 그를 죽이지는 않았지만 인지를 변화시킨 쇠막대의 경로. 이 사례는 정신 기능이 뇌에 국소화되어 있다는 것을 사람들에게 확신시키는 데 도움이 되었다.

심리철학은 의식과 심신 문제의 본질을 이해하는 문제와 같은 쟁점들을 연구한다. 뇌와 마음의 관계는 철학적으로나 과학적으로나 중요한 도전 과제이다. 이는 생각이나 감정과 같은 정신 활동이 신경 세포나 시냅스와 같은 물리적 구조, 또는 다른 유형의 물리적 메커니즘에 의해 어떻게 구현될 수 있는지를 설명하기 어렵기 때문이다. 이러한 어려움은 고트프리트 라이프니츠가 라이프니츠의 방앗간이라는 비유로 표현했다.
지각과 그에 의존하는 것은 기계적 원리, 즉 모양과 운동으로는 설명할 수 없다는 것을 인정할 수밖에 없다. 생각하고 느끼고 지각할 수 있는 기계를 상상할 때, 그 기계를 같은 비율을 유지하면서 확대하여 풍차처럼 그 안에 들어갈 수 있다고 상상할 수 있다. 이렇게 상상하면서 그 안을 방문하면, 서로를 밀어내는 부분들만 발견할 뿐, 지각을 설명할 수 있는 어떤 것도 찾을 수 없을 것이다.
— 라이프니츠, 단자론

사고의 기계적 설명 가능성에 대한 의심은 르네 데카르트와 그를 따르는 대부분의 다른 철학자들을 이원론으로 이끌었다. 이는 마음이 뇌와 어느 정도 독립적이라는 믿음이다. 그러나 반대 방향으로도 강력한 주장이 항상 존재했다. 뇌에 대한 물리적 조작이나 손상(예를 들어 각각 약물이나 병변에 의한)이 마음에 강력하고 친밀하게 영향을 미칠 수 있다는 명백한 경험적 증거가 있다. 19세기에 뇌를 관통하는 튼튼한 쇠막대에 의해 부상당한 철도 노동자 피니어스 게이지의 사례는 연구자들과 대중 모두에게 인지 기능이 뇌에 국소화되어 있다는 확신을 주었다. 이러한 사고 흐름을 따라, 뇌 활동과 정신 활동 간의 밀접한 관계에 대한 많은 경험적 증거가 대부분의 신경과학자와 현대 철학자들을 유물론자로 이끌었으며, 그들은 정신 현상이 궁극적으로 물리적 현상의 결과이거나 그에 환원될 수 있다고 믿는다.

### 뇌 크기
뇌 크기와 사람의 지능은 크게 관련이 없다. 연구들은 뇌 부피와 IQ 사이에 작거나 중간 정도의 상관 관계(평균 약 0.3에서 0.4)를 보이는 경향이 있다. 가장 일관된 연관성은 전두엽, 측두엽, 두정엽, 해마, 소뇌에서 관찰되지만, 이는 IQ의 비교적 작은 분산만을 설명하며, IQ 자체도 일반 지능 및 실제 세계의 수행 능력과 부분적인 관계만을 가진다.
고래와 코끼리를 포함한 다른 동물들은 인간보다 뇌가 더 크다. 그러나 뇌-체중 비율을 고려하면 인간의 뇌는 큰돌고래속보다 거의 두 배, 침팬지보다 세 배 크다. 그러나 높은 비율 자체가 지능을 증명하지는 않는다. 매우 작은 동물들도 높은 비율을 가지며, 나무두더지류는 어떤 포유류보다도 가장 높은 계수를 가진다.

### 대중문화에서

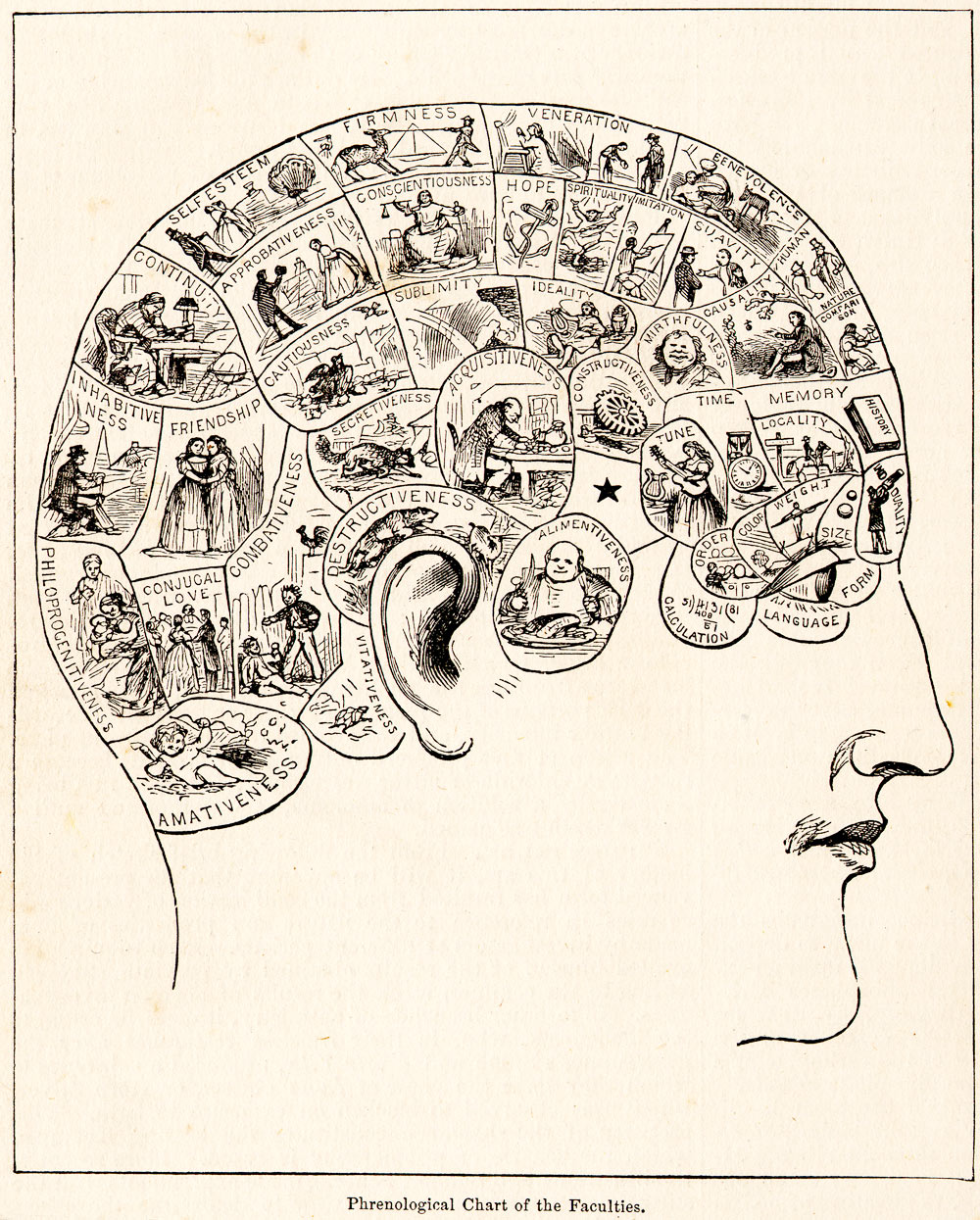
1883년 차트로 요약된 골상학

역사적으로, 특히 19세기 초에는 인체 기관 중 심장이 강조되기도 했다.
반면 현대 서구의 대중적 개념은 뇌에 대한 초점을 점차 확대하고 있다.
연구는 뇌에 대한 몇 가지 흔한 오해를 반박했다. 여기에는 고대와 현대의 미신이 모두 포함된다. 예를 들어, 신경 세포는 2세 이후에 재생되지 않는다거나, 일반적인 인간은 뇌의 10%만 사용한다는 것은 사실이 아니다. 대중문화는 또한 기능이 뇌의 한쪽 또는 다른 쪽에 완전히 특화되어 있다고 주장함으로써 뇌 기능의 편측화를 지나치게 단순화했다. 아키오 모리는 비디오 게임을 장시간 플레이하는 것이 뇌의 전전두엽 영역에 해를 끼치고 감정과 창의력 표현을 손상시킨다는 신뢰할 수 없는 이론을 "게임뇌"라는 용어로 만들었다.
역사적으로, 특히 19세기 초에는 골상학을 통해 뇌가 대중문화에서 중요한 역할을 했다. 이는 피질의 여러 영역에 인성 특성을 부여하는 유사과학이었다. 뇌는 책과 풍자 만화에서 다루어지듯이 대중문화에서 여전히 중요한 위치를 차지하고 있다.
사람 뇌는 공상 과학 소설에 등장할 수 있으며, 뇌이식과 사이보그(부분적으로 인공 뇌와 같은 특징을 가진 존재)와 같은 주제를 다룬다. 1942년 공상 과학 소설(세 차례 영화로 각색됨)인 도노반의 뇌는 시험관에서 살아있는 분리뇌가 점차 소설 주인공의 성격을 지배하는 이야기를 다룬다.

## 역사

### 초기 역사

기원전 1700년경 "뇌"라는 단어의 상형문자

기원전 17세기에 작성된 고대 이집트 의학 문헌인 에드윈 스미스 파피루스는 뇌에 대한 가장 오래된 기록을 담고 있다. 이 파피루스에서 8번 등장하는 뇌 상형문자는 머리의 두 가지 외상성 부상의 증상, 진단, 예후를 설명한다. 이 파피루스는 뇌의 외부 표면, 부상(뇌전증 발작 및 실어증 포함)의 영향, 뇌척수막, 뇌척수액을 언급한다.
기원전 5세기에 마그나 그라이키아의 크로톤의 알크마이온은 뇌를 마음의 자리로 처음 간주했다. 또한 기원전 5세기 아테네에서 히포크라테스 코르푸스의 일부이자 전통적으로 히포크라테스에게 귀속되는 의학 논문인 성스러운 병에 대하여의 미상 저자는 뇌를 지능의 자리로 믿었다. 아리스토텔레스는 자신의 생물학에서 처음에는 심장을 지능의 자리로 믿었으며, 뇌를 혈액을 식히는 메커니즘으로 보았다. 그는 인간이 뜨거운 피를 식히기 위한 더 큰 뇌를 가지고 있기 때문에 짐승보다 더 합리적이라고 추론했다. 아리스토텔레스는 뇌척수막을 설명하고 대뇌와 소뇌를 구별했다.
기원전 4세기와 3세기에 칼케돈의 헤로필로스는 대뇌와 소뇌를 구별하고 뇌실에 대한 최초의 명확한 설명을 제공했으며, 케오스의 에라시스트라투스와 함께 살아있는 뇌에 대한 실험을 수행했다. 그들의 저작은 현재 대부분 소실되었으며, 우리는 주로 이차 자료를 통해 그들의 업적에 대해 알 수 있다. 그들의 발견 중 일부는 그들이 사망한 지 천 년 후에야 재발견되었다. 서기 2세기 로마 제국 시대의 해부학자이자 의사인 갈레노스는 양, 원숭이, 개, 돼지의 뇌를 해부했다. 그는 소뇌가 뇌보다 밀도가 높으므로 근육을 제어해야 하며, 대뇌가 부드러우므로 감각이 처리되는 곳이어야 한다고 결론지었다. 갈레노스는 또한 뇌가 뇌실을 통해 동물 영혼이 움직임으로써 기능한다고 이론화했다.
2025년, 과학자들은 서기 79년 베수비오산 분화에서 보존된 인간 뇌를 발견했다고 보고했다. 헤르쿨라네움의 한 남자가 화산쇄설류에 갇혔고, 극심한 고온으로 인해 그의 뇌가 유리화되어 "뇌와 미세 구조가 완벽하게 보존"되었다. 이는 유리화된 인간 뇌의 유일한 알려진 사례로 보인다.

### 르네상스

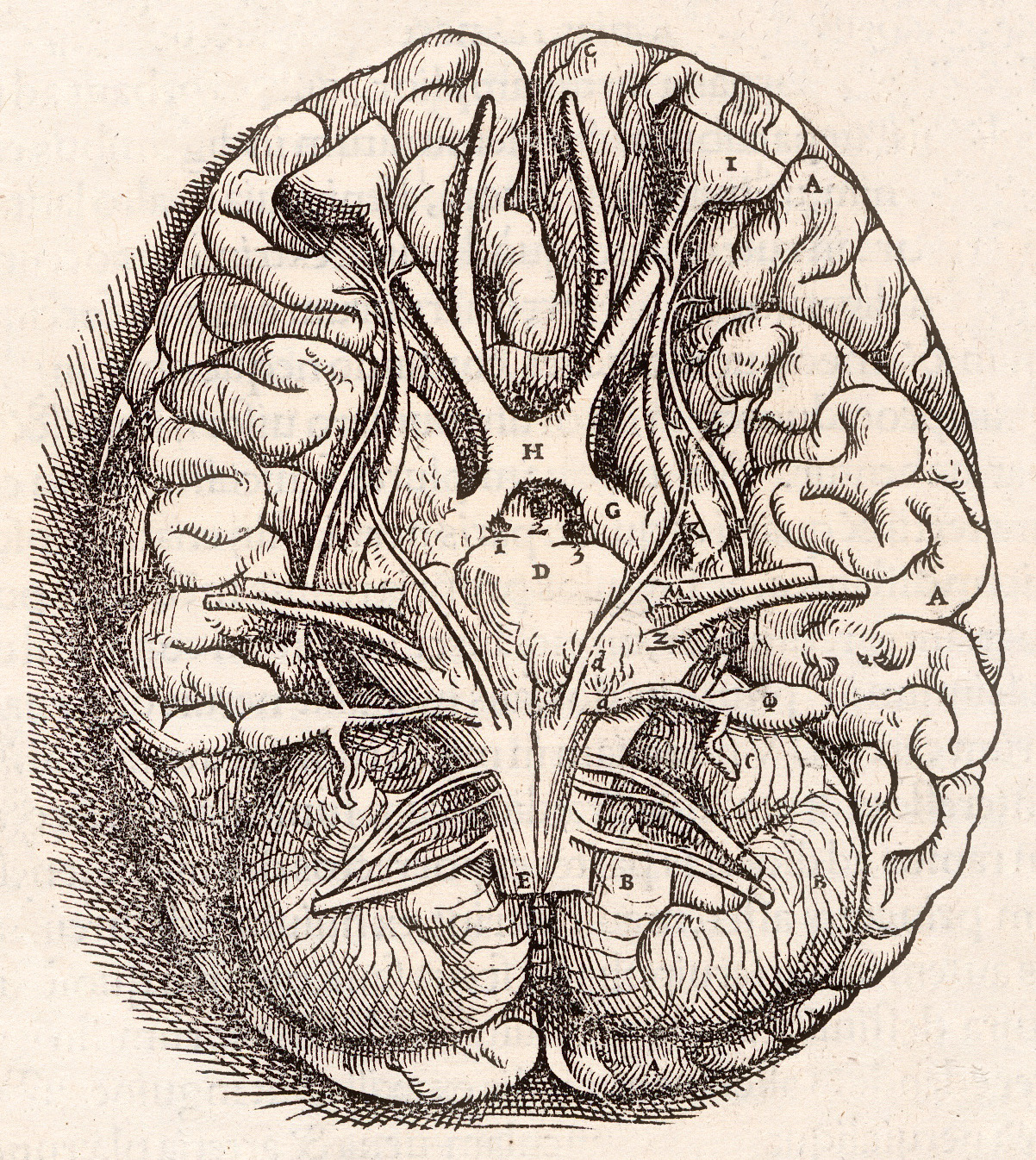
안드레아스 베살리우스의 1543년 작품 인체 해부학에 실린 뇌 바닥 그림

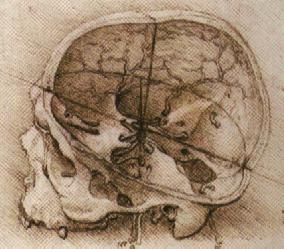
레오나르도 다 빈치의 인간 머리뼈 스케치 중 하나

1316년, 몬디노 데 루치의 Anathomia는 뇌 해부학의 현대적 연구를 시작했다.
니콜로 마사는 1536년에 뇌실이 유체로 채워져 있음을 발견했다. 로마의 아르칸젤로 피콜로미니는 대뇌와 대뇌 피질을 처음으로 구별했다. 1543년에 안드레아스 베살리우스는 7권으로 된 인체 해부학을 출판했다. 7권은 뇌와 눈을 다루었으며, 뇌실, 뇌신경, 뇌하수체, 뇌척수막, 눈 구조, 뇌와 척수로의 혈액 공급, 말초 신경 이미지가 상세하게 실려 있었다. 베살리우스는 많은 동물들이 인간과 유사한 뇌실계를 가지고 있지만 진정한 지능은 없다고 주장하며, 뇌실이 뇌 기능을 담당한다는 일반적인 믿음을 거부했다.
르네 데카르트는 뇌와 마음의 관계 문제를 다루기 위해 심신 이원론 이론을 제안했다. 그는 송과선이 마음과 신체가 상호작용하는 곳이며, 영혼의 자리이자 동물 영혼이 혈액에서 뇌로 통과하는 연결점 역할을 한다고 주장했다. 이러한 이원론은 이후 해부학자들이 뇌 해부학의 해부학적 및 기능적 측면 간의 관계를 더 깊이 탐구하도록 동기를 부여했을 가능성이 있다.
토머스 윌리스는 신경학 및 뇌 과학 연구의 두 번째 선구자로 간주된다. 그는 1664년에 Cerebri Anatome(라틴어: 뇌의 해부)를 저술했고 이어서 1667년에 Cerebral Pathology를 저술했다. 이 책들에서 그는 소뇌, 뇌실, 대뇌반구, 뇌줄기, 뇌신경의 구조를 설명하고 혈액 공급을 연구했으며, 뇌의 다른 영역과 관련된 기능을 제안했다. 대뇌동맥고리는 뇌 혈액 공급에 대한 그의 연구를 기려 명명되었으며, 그는 "신경학"이라는 단어를 처음 사용한 사람이었다. 윌리스는 뇌를 검사할 때 신체에서 제거했으며, 피질이 혈관으로만 구성되어 있다는 일반적인 견해와 지난 2천 년 동안 피질이 우발적으로만 중요했다는 견해를 거부했다.
19세기 중반, 에밀 뒤 부아레몽과 헤르만 폰 헬름홀츠는 검류계를 사용하여 전기 충격이 신경을 따라 측정 가능한 속도로 전달됨을 보여, 신경 충격이 측정될 수 없는 생명 기능이라는 그들의 스승 요하네스 페터 뮐러의 견해를 반박할 수 있었다. 리처드 캐튼은 1875년에 토끼와 원숭이의 대뇌반구에서 전기 충격을 입증했다. 1820년대에 장 피에르 플루랑스는 동물의 특정 뇌 부위를 손상시키고 운동 및 행동에 미치는 영향을 설명하는 실험 방법을 개척했다.

### 현대 시대

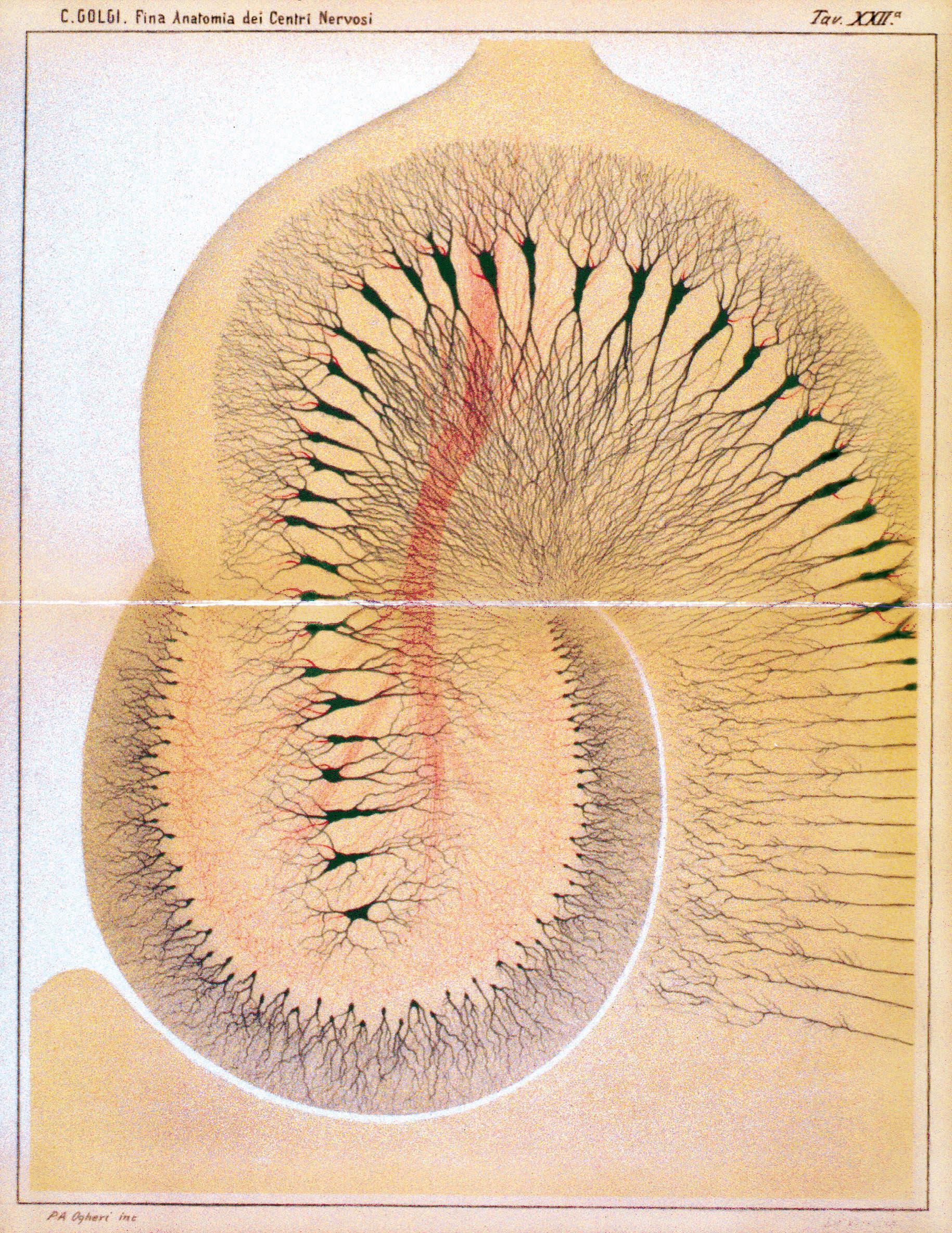
카밀로 골지의 1885년 작품 "Sulla fina anatomia degli organi centrali del sistema nervoso"에서 발췌한 토끼 해마체 수직 단면 그림

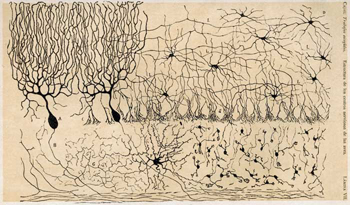
산티아고 라몬 이 카할이 1905년 마드리드에서 출판한 "Estructura de los centros nerviosos de las aves"에서 발췌한 병아리 소뇌 세포 그림

뇌 연구는 현미경의 사용과 1880년대 카밀로 골지에 의한 은 염색법 개발로 더욱 정교해졌다. 이는 단일 신경 세포의 복잡한 구조를 보여줄 수 있었다. 이는 산티아고 라몬 이 카할에 의해 사용되었으며, 신경 세포가 뇌의 기능 단위라는 당시 혁명적인 가설인 신경 세포설의 형성으로 이어졌다. 그는 현미경을 사용하여 많은 세포 유형을 발견하고 자신이 본 세포의 기능을 제안했다. 이로 인해 골지와 카할은 20세기 신경과학의 창시자로 간주되며, 둘 다 이 분야의 연구 및 발견으로 1906년 노벨상을 공동 수상했다.
찰스 스콧 셰링턴은 1906년에 그의 영향력 있는 저서 신경계의 통합 작용을 출판하여 반사의 기능, 신경계의 진화적 발달, 뇌의 기능적 특수화, 중추신경계의 배치 및 세포 기능을 탐구했다. 1942년에 그는 뇌를 은유적으로 표현하기 위해 "마법에 걸린 베틀"이라는 용어를 만들었다. 존 파퀴하르 풀턴은 신경생리학 저널을 창간하고 1938년에 신경계 생리학에 관한 최초의 포괄적인 교과서를 출판했다. 20세기 신경과학은 데이비드 리오흐, 프랜시스 O. 슈미트, 스티븐 쿠플러가 이 분야를 확립하는 데 중요한 역할을 하면서 독자적인 통합 학문으로 인정받기 시작했다. 리오흐는 1950년대부터 월터 리드 육군 연구소에서 기초 해부학 및 생리학 연구와 임상 정신건강의학의 통합을 시작했다. 같은 기간에 슈미트는 생물학, 의학, 심리학 및 행동 과학을 통합하는 대학 간 국제 조직인 신경과학 연구 프로그램을 설립했다. "신경과학"이라는 단어 자체는 이 프로그램에서 유래했다.
폴 브로카는 뇌 손상 환자 연구를 통해 뇌 영역과 특정 기능, 특히 브로카 영역의 언어를 연결시켰다. 존 휴글링스 잭슨은 신체를 통해 진행되는 뇌전증 발작을 관찰하여 운동피질의 기능을 설명했다. 카를 베르니케는 언어 이해 및 생산과 관련된 베르니케 영역을 설명했다. 코르비니안 브로드만은 세포의 모양을 기준으로 뇌 영역을 나누었다. 1950년까지 셰링턴, 제임스 페이페즈, 폴 D. 맥린은 뇌줄기와 변연계의 많은 기능을 규명했다. 뇌가 나이가 들면서 재편성되고 변화하는 능력과 인정된 결정적 발달 시기는 1930-40년대 원숭이 실험을 통해 신경가소성을 개척한 마가렛 케나드에게서 유래했다.
하비 쿠싱(1869–1939)은 세계 최초의 유능한 뇌외과 의사로 인정받고 있다. 1937년, 월터 댄디는 최초의 뇌동맥류 외과적 클리핑을 수행하여 혈관 신경외과의 실천을 시작했다.

## 비교 해부학
사람 뇌는 모든 척추동물 뇌에 공통적인 많은 특성을 가지고 있다. 그 기능 중 다수는 모든 포유류 뇌에 공통적이며, 특히 6개 층으로 된 대뇌 피질과 해마체 및 편도체를 포함한 일련의 관련 구조가 있다. 피질은 다른 많은 포유류보다 인간에서 비례적으로 더 크다. 인간은 쥐나 고양이와 같은 작은 포유류보다 더 많은 연합 피질, 감각 및 운동 부분을 가지고 있다.
영장류 뇌로서 사람 뇌는 대부분의 포유류보다 체중에 비해 훨씬 더 큰 대뇌 피질을 가지고 있으며, 고도로 발달된 시각 체계를 가지고 있다.
사람과 뇌로서 사람 뇌는 일반적인 원숭이 뇌와 비교하더라도 상당히 크다. 오스트랄로피테쿠스(400만 년 전)부터 현생 인류인 호모 사피엔스까지의 인류의 진화는 뇌 크기의 꾸준한 증가로 특징지어진다. 뇌 크기가 증가하면서 머리뼈의 크기와 모양도 변형되었는데, 호모 하빌리스의 약 600 cm3에서 호모 네안데르탈렌시스의 평균 약 1520 cm3로 증가했다. DNA, 유전자 발현, 유전자-환경 상호작용의 차이는 인간 뇌와 다른 영장류 뇌의 기능 차이를 설명하는 데 도움이 된다.

## 같이 보기
- 사람 뇌 개요
- 신경과학 개요
- 뇌 건강과 오염
- 대뇌 위축
- 피질 전파성 억제
- 인간 지능의 진화
- 대규모 뇌 네트워크
- 뇌 표재성 정맥

## 참고 문헌
- Colledge, Nicki R.; Walker, Brian R.; Ralston, Stuart H.; Ralston, 편집. (2010). 《Davidson's Principles and Practice of Medicine》 21판. Edinburgh: Churchill Livingstone/Elsevier. ISBN 978-0-7020-3085-7.
- Hall, John (2011). 《Guyton and Hall Textbook of Medical Physiology》 12판. Philadelphia, PA: Saunders/Elsevier. ISBN 978-1-4160-4574-8.
- Larsen, William J. (2001). 《Human Embryology》 3판. Philadelphia, PA: Churchill Livingstone. ISBN 978-0-443-06583-5.
- Bogart, Bruce Ian; Ort, Victoria (2007). 《Elsevier's Integrated Anatomy and Embryology》. Philadelphia, PA: Elsevier Saunders. ISBN 978-1-4160-3165-9.
- Pocock, G.; Richards, C. (2006). 《Human Physiology: The Basis of Medicine》 3판. Oxford: Oxford University Press. ISBN 978-0-19-856878-0.
- Purves, Dale (2012). 《Neuroscience》 5판. Sunderland, MA: Sinauer associates. ISBN 978-0-87893-695-3.
- Squire, Larry (2013). 《Fundamental Neuroscience》. Waltham, MA: Elsevier. ISBN 978-0-12-385870-2.
- Standring, Susan, 편집. (2008). 《Gray's Anatomy: The Anatomical Basis of Clinical Practice》 40판. London: Churchill Livingstone. ISBN 978-0-8089-2371-8.

## 내용주
1. ↑  구체적으로 눈돌림신경, 도르래신경, 삼차신경, 갓돌림신경, 얼굴신경, 속귀신경, 혀인두신경, 미주신경, 더부신경 및 혀밑신경이다.[38]
2. ↑  전정안구반사, 각막반사, 구역반사 및 빛에 대한 동공 확장 반응 포함[205]
3. ↑  건축가 크리스토퍼 렌이 삽화를 그렸다.[235]